# Musée lapidaire d'Avignon
Le musée lapidaire d'Avignon est une annexe du musée Calvet, regroupant les collections archéologiques de la ville.

## Histoire
L'église des Jésuites, dite chapelle du Collège et actuel musée lapidaire, dont les plans avaient été dressés, en 1616 par Étienne Martelange, se vit en définitive confiée à François de Royers de la Valfenière à partir de 1620. Ce fut lui qui éleva les murs jusqu'à la grande corniche de la nef. Depuis le 21 juin 1928, elle est classée au titre des monuments historiques.

## Activités
En plus de la présentation des fonds permanents du musée, et de la préparation d'expositions temporaires, le musée lapidaire propose des conférences et journées rencontres, notamment pour le public scolaire.

## La Fondation Calvet
La Fondation Calvet est un établissement public, propriétaire des œuvres et gestionnaire du Musée Calvet, de sa bibliothèque et de son médailler. Elle assume la même fonction aux musées Lapidaire, du Petit Palais, au musée d'histoire naturelle (Muséum Requien), ainsi qu'aux musées Jouve, Archéologique de l'Hôtel Dieu, de Cavaillon et au musée Juif Comtadin.

## Collections du musée
Les collections permanentes couvrent plusieurs époques : Préhistoire, Antiquité grecque, Antiquité étrusque, Antiquité romaine, art gaulois, Antiquité paléo-chrétienne. Parmi les pièces majeures de la collection sur la préhistoire, le musée présente la « Stèle de Lauris - Puyvert », en calcaire ologène. Les objets de l'antiquité grecques, romaines, et étrusques, ainsi que l'art gaulois sont variés, des vases, aux statues, en passant par des bas reliefs, ou des lampes. Quelques monuments funéraires étrusques sont également proposés.
En saison estivale, le musée lapidaire propose également des expositions temporaires sur divers sujets, comme « La diffusion des cultes égyptiens et alexandrins dans le monde romain à l'Égypte copte et l'Égypte musulmane », ou « Le laraire d'Esprit Calvet ».

### Antiquités grecques

#### Statues grecques
- Statue acéphale d'Apollon sauroctone du Ier siècle
- Statue acéphale d'une femme drapée du IIe siècle av. J.-C. : la statue représente une femme vêtue d'une tunique (chiton) et d'un manteau en fine laine (chlamyde)
- Statue d'Athéna : la déesse est représentée vêtue du péplos, tunique de laine épaisse, sur lequel est disposée la dépouille de la chèvre Amalthée, nourrice de Zeus, ornée en son centre de la tête de méduse ; elle est coiffée d'un casque corinthien décoré de têtes de bélier et surmonté d'un plumet. Le casque laisse apparaître les cheveux de la déesse qui forment une masse souple au-dessus du front et deux longues mèches encadrant son cou.

Statues grecques
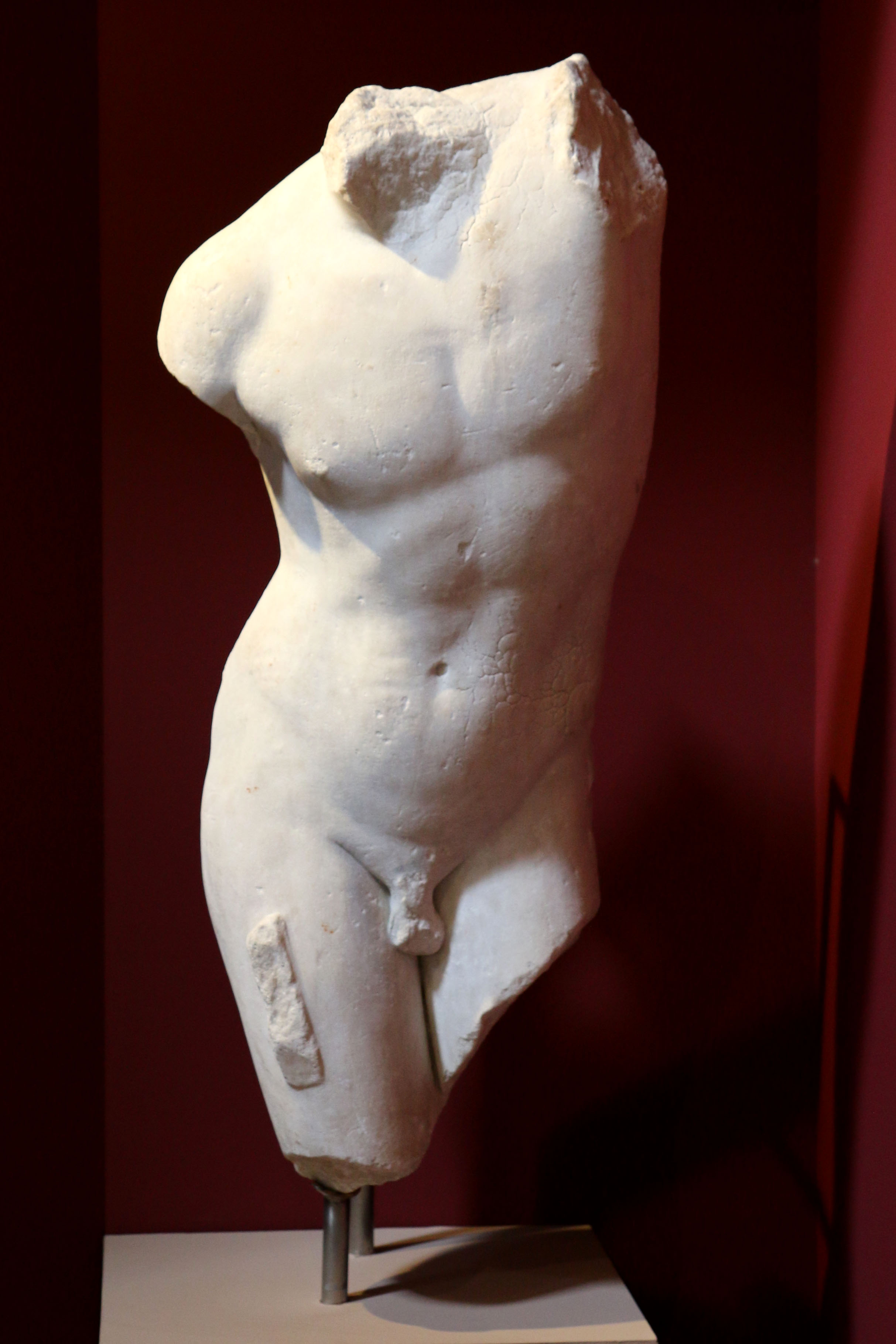
Apollon sauroctone.
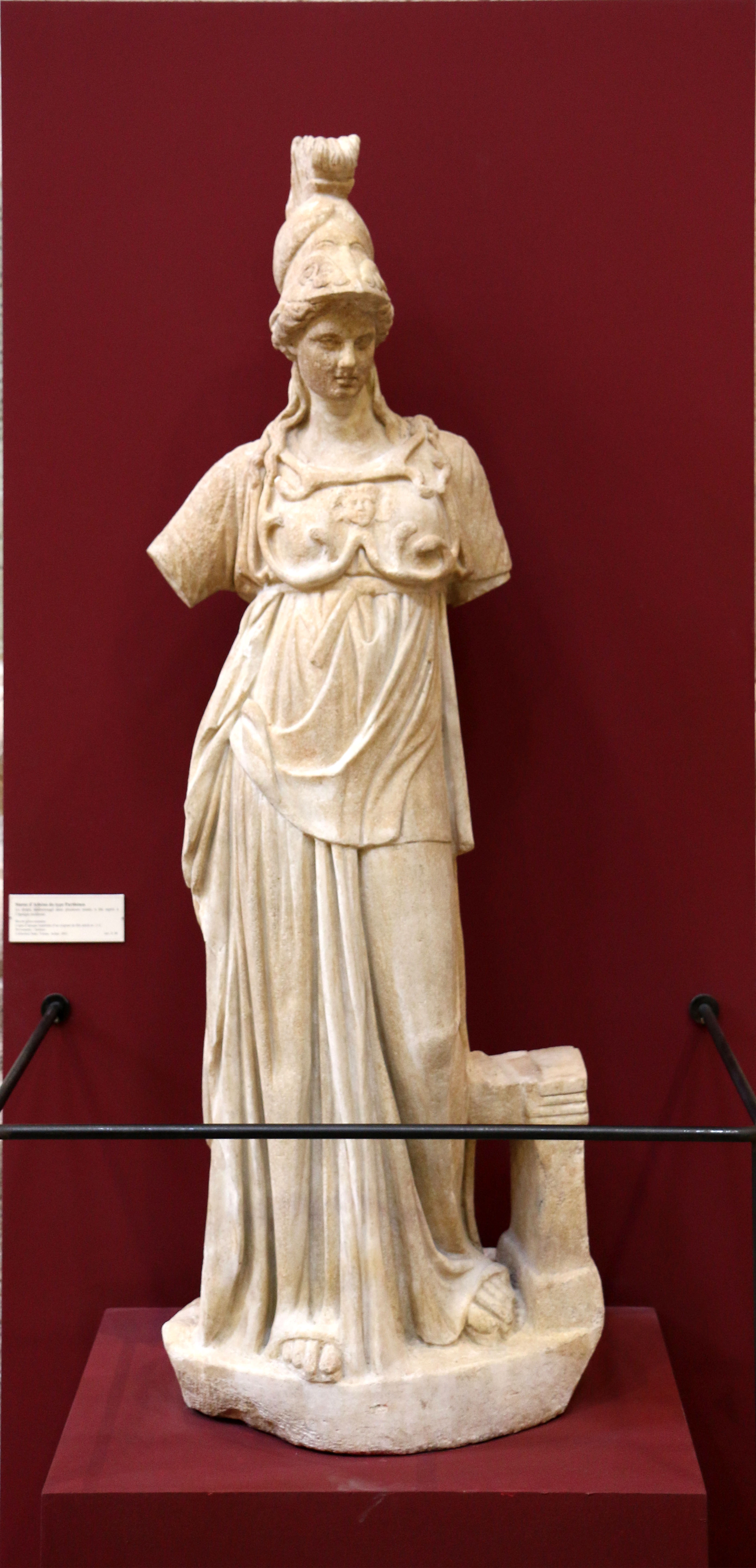
Statue d'Athéna.
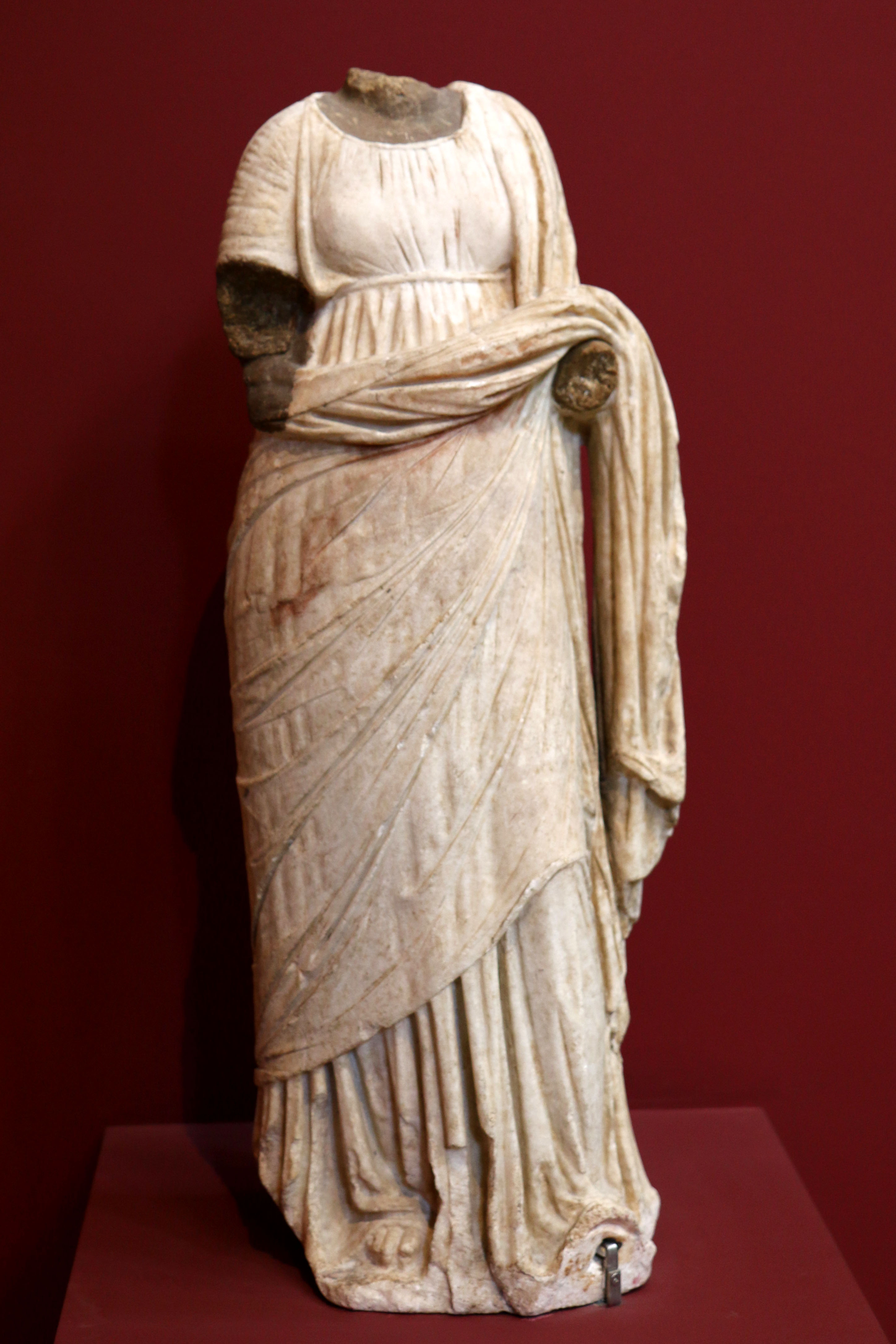
Statue acéphale de femme.

#### Stèles grecques
Parmi les nombreuses stèles grecques exposées, on peut signaler les stèles suivantes :
- Stèle en marbre représentant une jeune fille, datant du premier quart du IVe siècle av. J.-C. et en provenance de la région Attique ; la scène, encadrée par deux piliers à chapiteau dorique, représente à droite une jeune fille debout, les cheveux rejetés en arrière et vêtue d'une tunique et d'un manteau, et à gauche, reconnaissable à sa tunique épaisse, une servante qui présente un canard à sa maîtresse.
- Jeune femme portant la main à sa chevelure datant du premier quart du IVe siècle av. J.-C. et en provenance de la région Attique : la jeune femme coiffée d'une résille entourant la chevelure nouée en chignon, porte sa main droite à sa chevelure ; elle est vêtue d'une fine tunique et d'un péplos.
- Stèle de Ménodotè : la scène représentée est encadrée par deux piliers à chapiteau corinthien supportant un fronton triangulaire. À droite la défunte vêtue du chiton et de l'himation est assise sur un tabouret ; à gauche un homme debout.
- Stèle de Glykon et de son fils Tateis : cette stèle, datant du IVe siècle av. J.-C., est composée de deux registres. Au centre du registre supérieur est représentée la déesse Hécate sous une forme triple avec à droite Déméter, déesse des terres cultivées et du blé, avec des épis de céréale surmontant sa tête et à gauche le dieu Men avec un croissant de Lune en arrière. Au-dessus de cette composition est figuré Zeus en buste flanqué de deux rosettes à six pétales et au sommet le buste d'Hélios. Au registre inférieur sont représentés en buste une femme et un jeune garçon dont le buste repose sur un socle.
- Stèle de la région des Cyclades datant du Ier ou du IIe siècle av. J.-C. ; à droite une femme assise dans un fauteuil et les pieds reposant sur un tabouret, tend un objet oblong (œuf ou fruit ?) à un serpent dressé de grande taille. À gauche une servante vêtue d'une longue tunique tient dans sa main droite un éventail et de la gauche présente à sa maîtresse un objet difficilement identifiable (miroir ?).

Stèles grecques
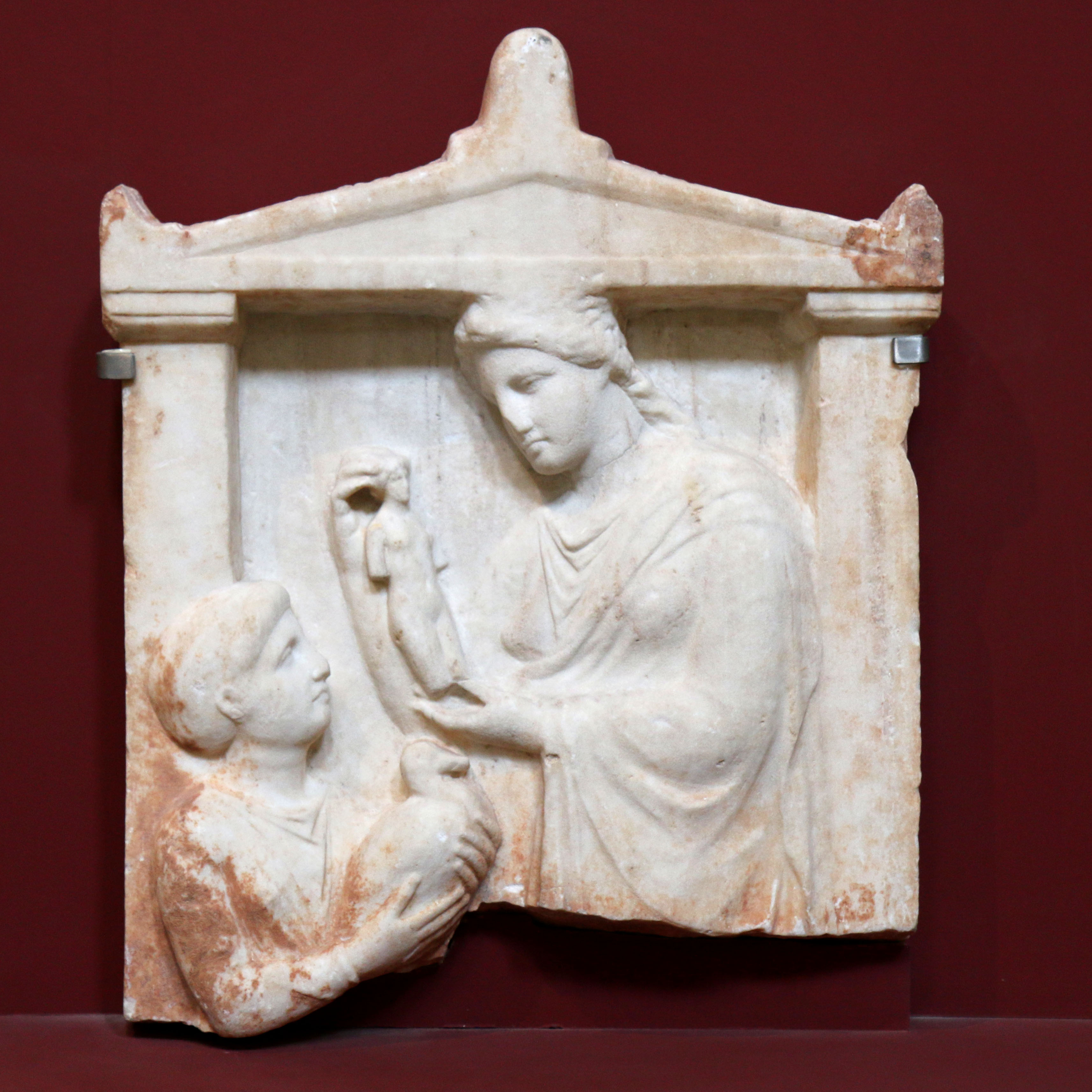
Stèle funéraire d'une jeune fille.
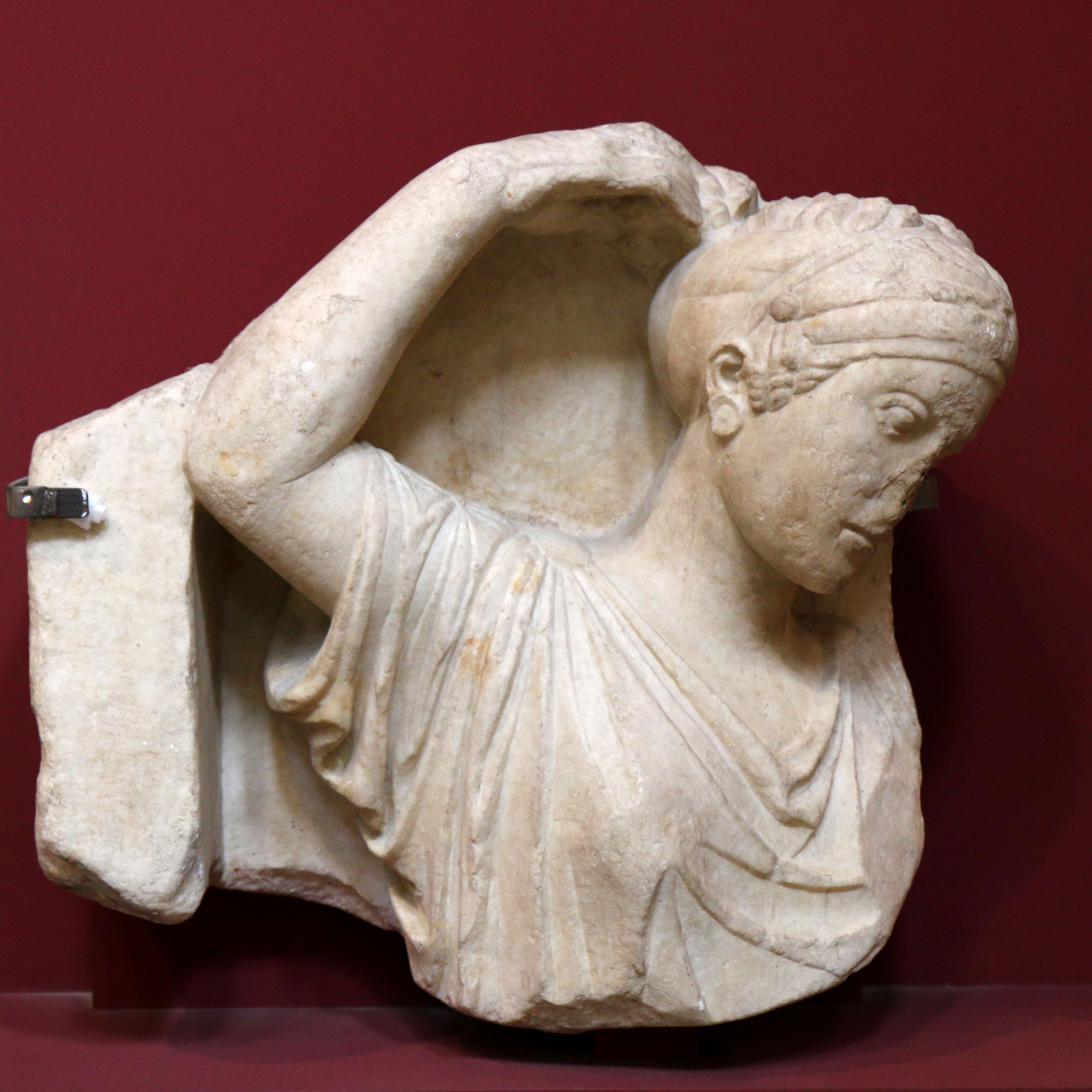
Jeune femme portant la main à sa chevelure.
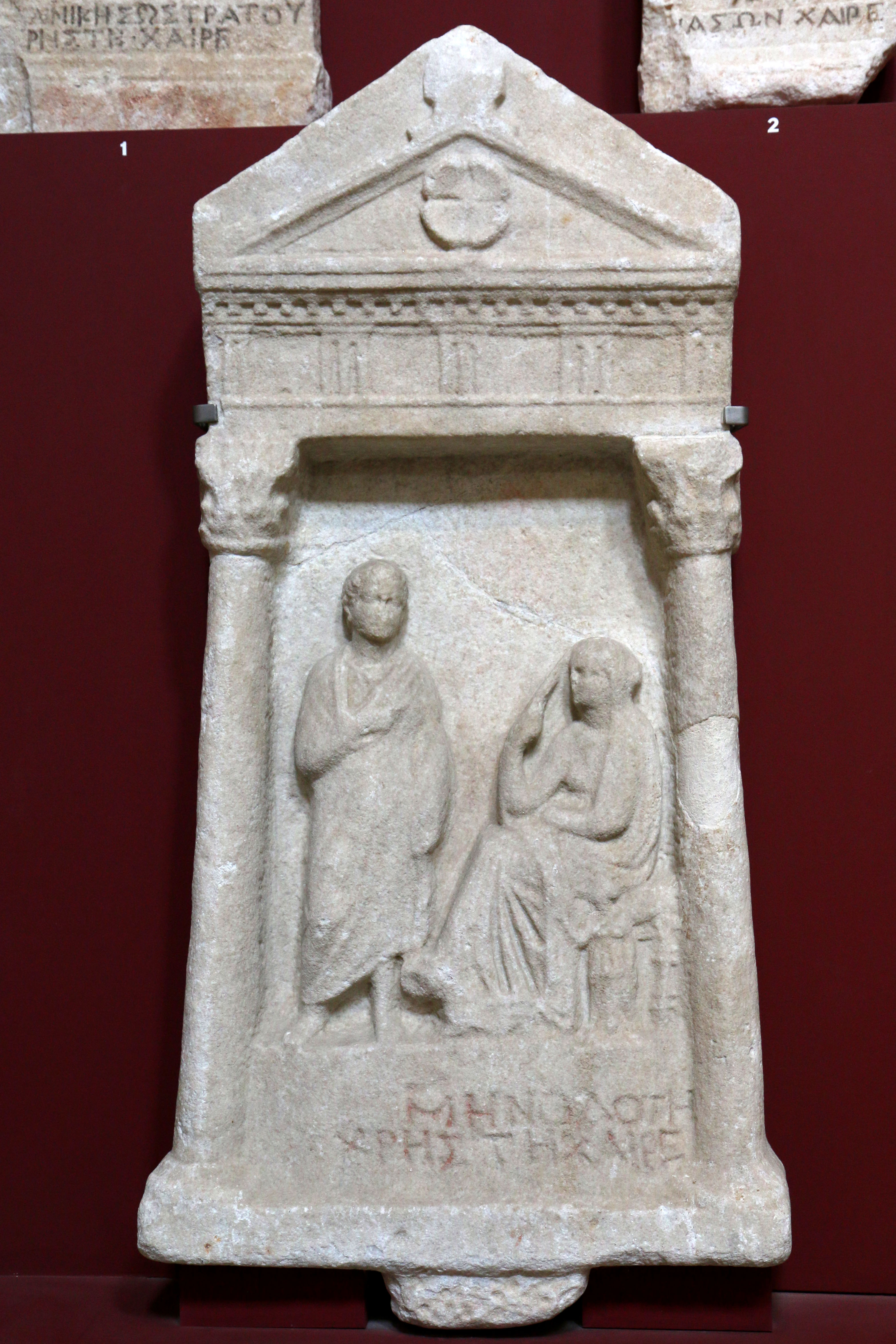
Stèle de Ménodotè.
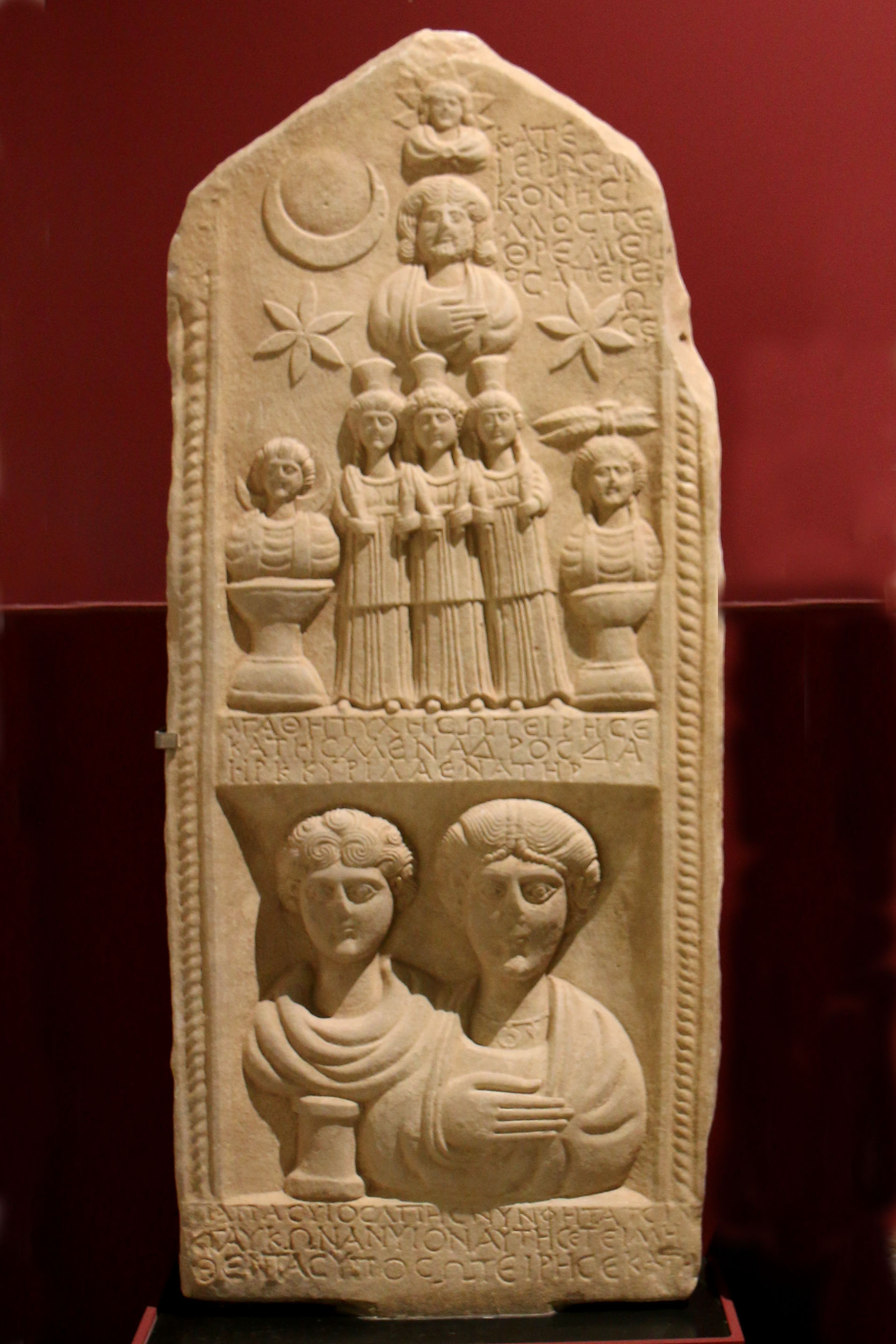
Stèle de Glykon et de son fils Tateis.
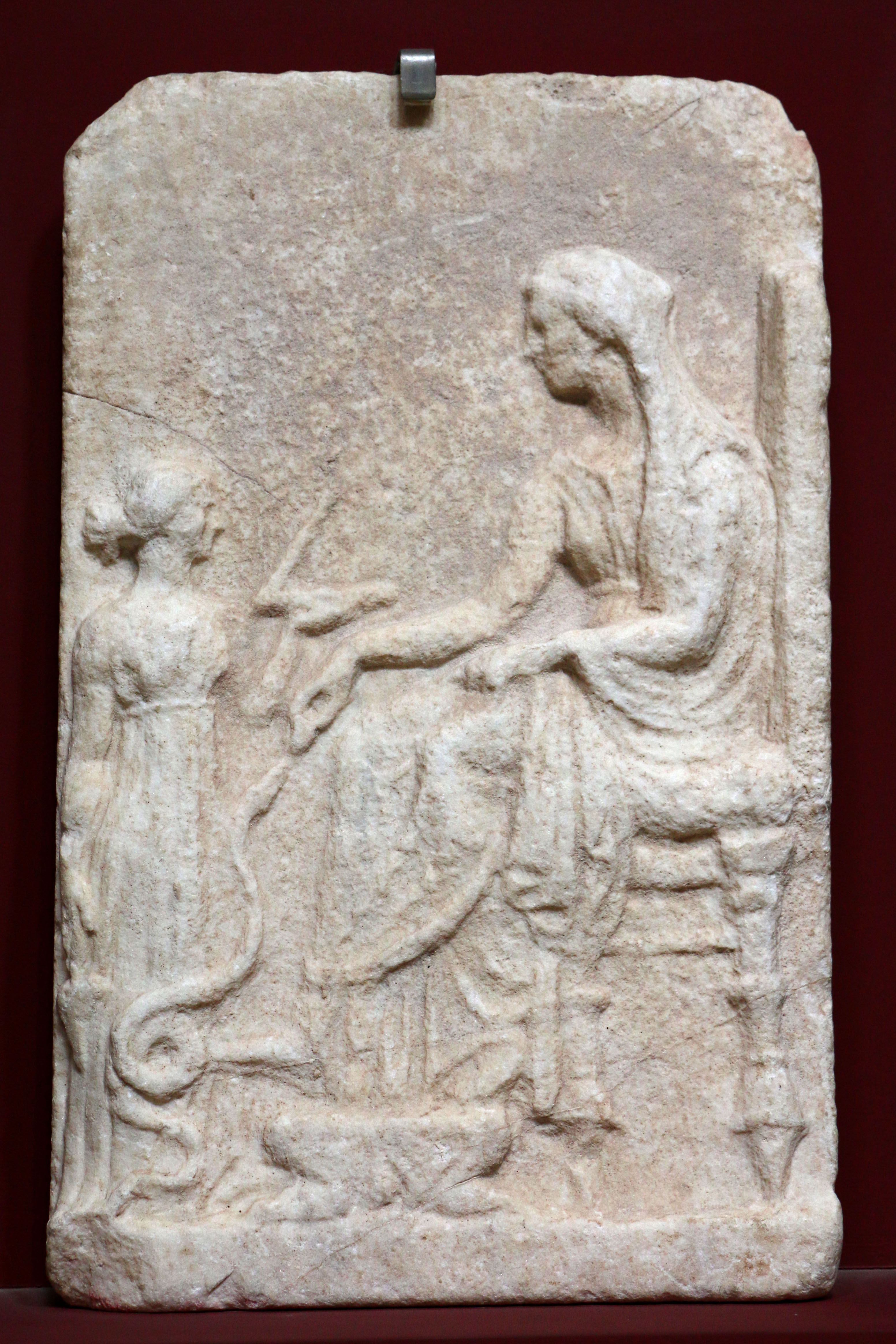
Stèle anépigraphique.

#### Reliefs et objets grecs
- Relief votif consacré par Philocratides aux nymphes nourricières (Attique, IVe siècle av. J.-C.)
- Autel votif consacré à Pan et Apollon (IIe siècle av. J.-C.-Ier siècle av. J.-C.)
- Relief funéraire de Mantô (Macédoine, IIIe siècle) : plaque de marbre de forme rectangulaire (41 cm x 39 cm) représentant à droite une femme voilée, la défunte, et à gauche sa fille aux cheveux coiffés en  côtes de melon et noués en chignon.
- Relief funéraire de Doryphoros (Syrie, IIIe siècle av. J.-C.-IIe siècle av. J.-C.) : relief en forme de niche cintrée représentant un jeune homme de face, tenant à la main gauche un rouleau de papyrus.
- Cybèle assise à l'intérieur d'un Naïskos
- Relief avec Éros pourchassant une sauterelle
- Relief en-tête de décret de proxénie (Attique Ier siècle av. J.-C.)

reliefs grecs
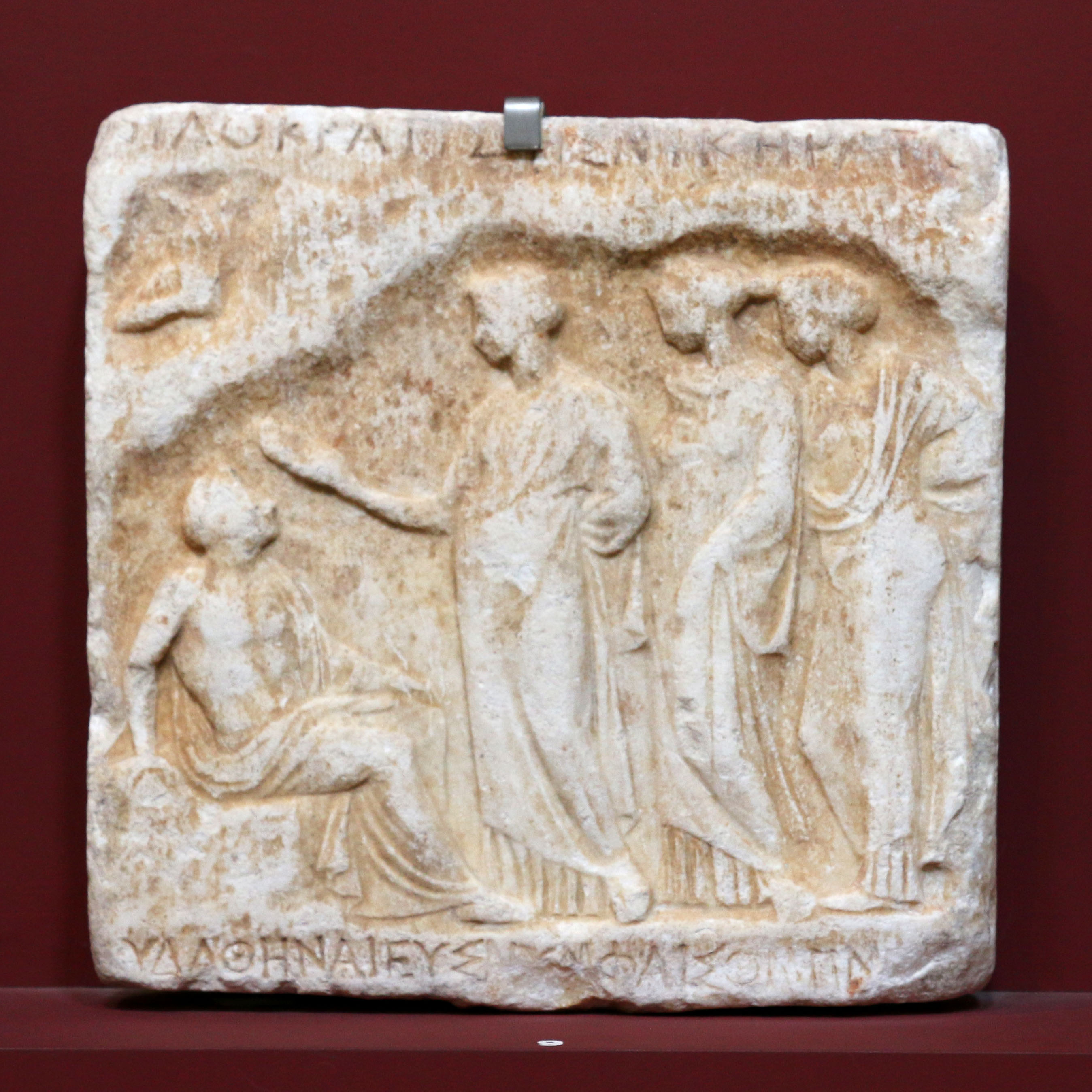
Relief votif consacré par Philocratides.
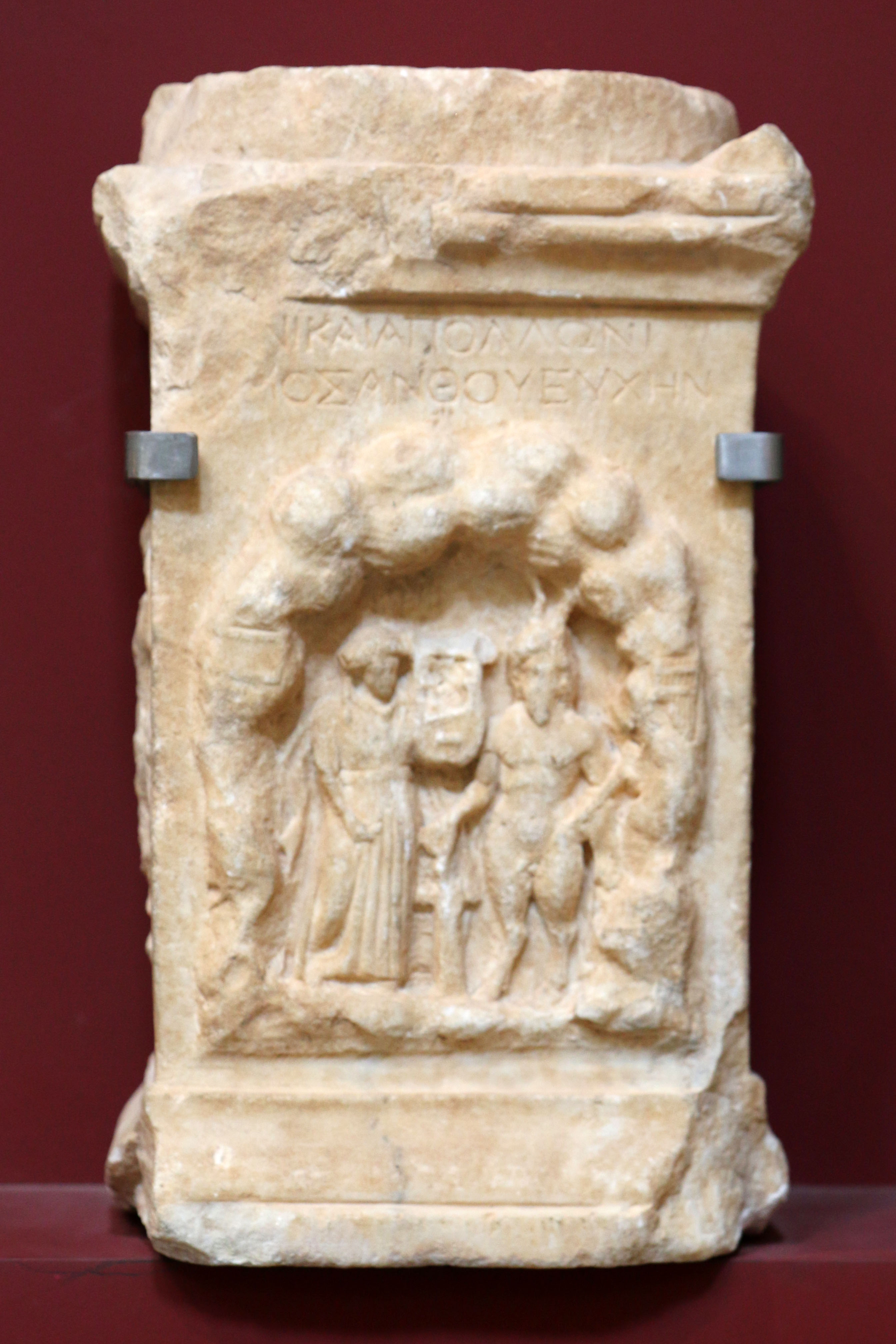
Pan et Apollon.
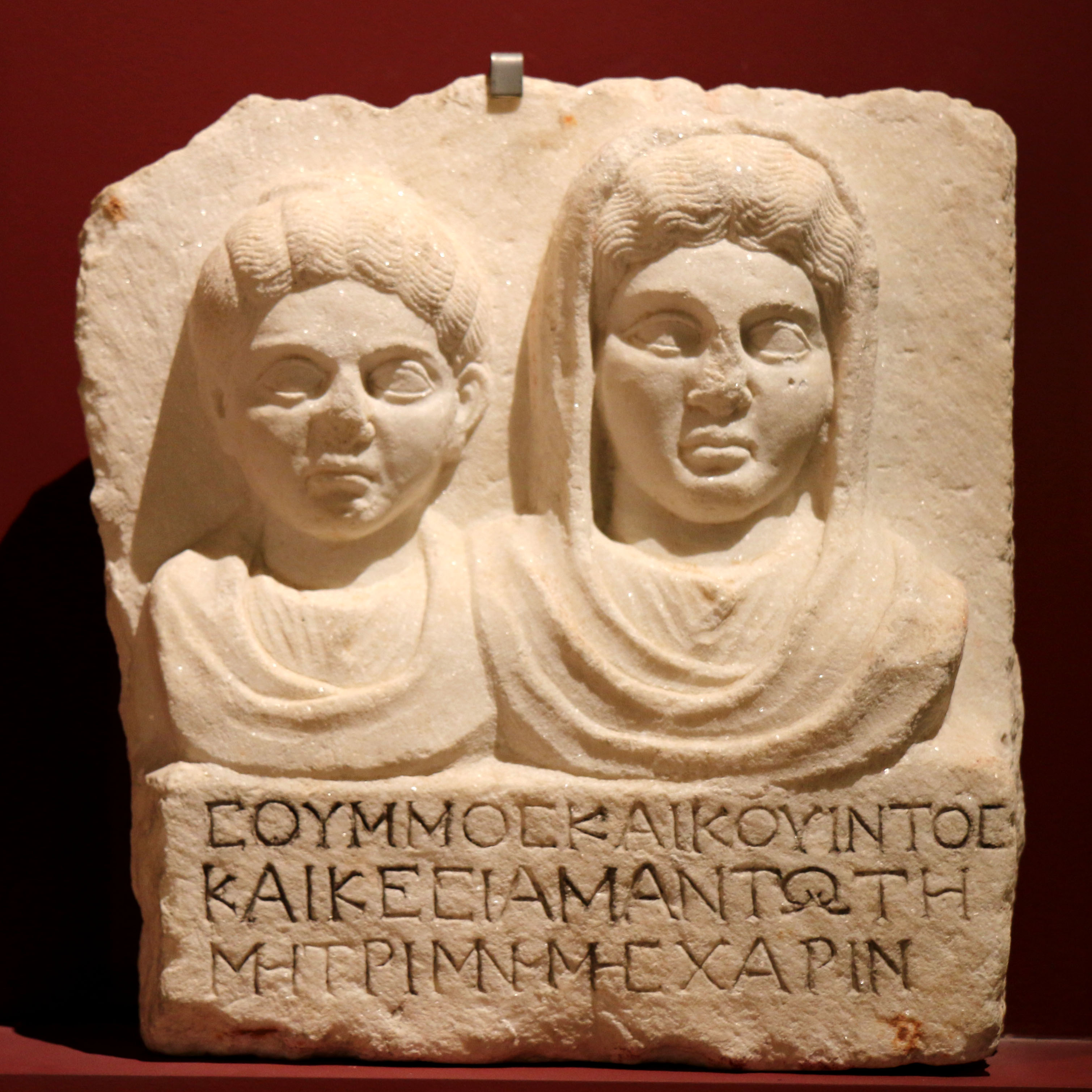
Relief funéraire de Mantô.
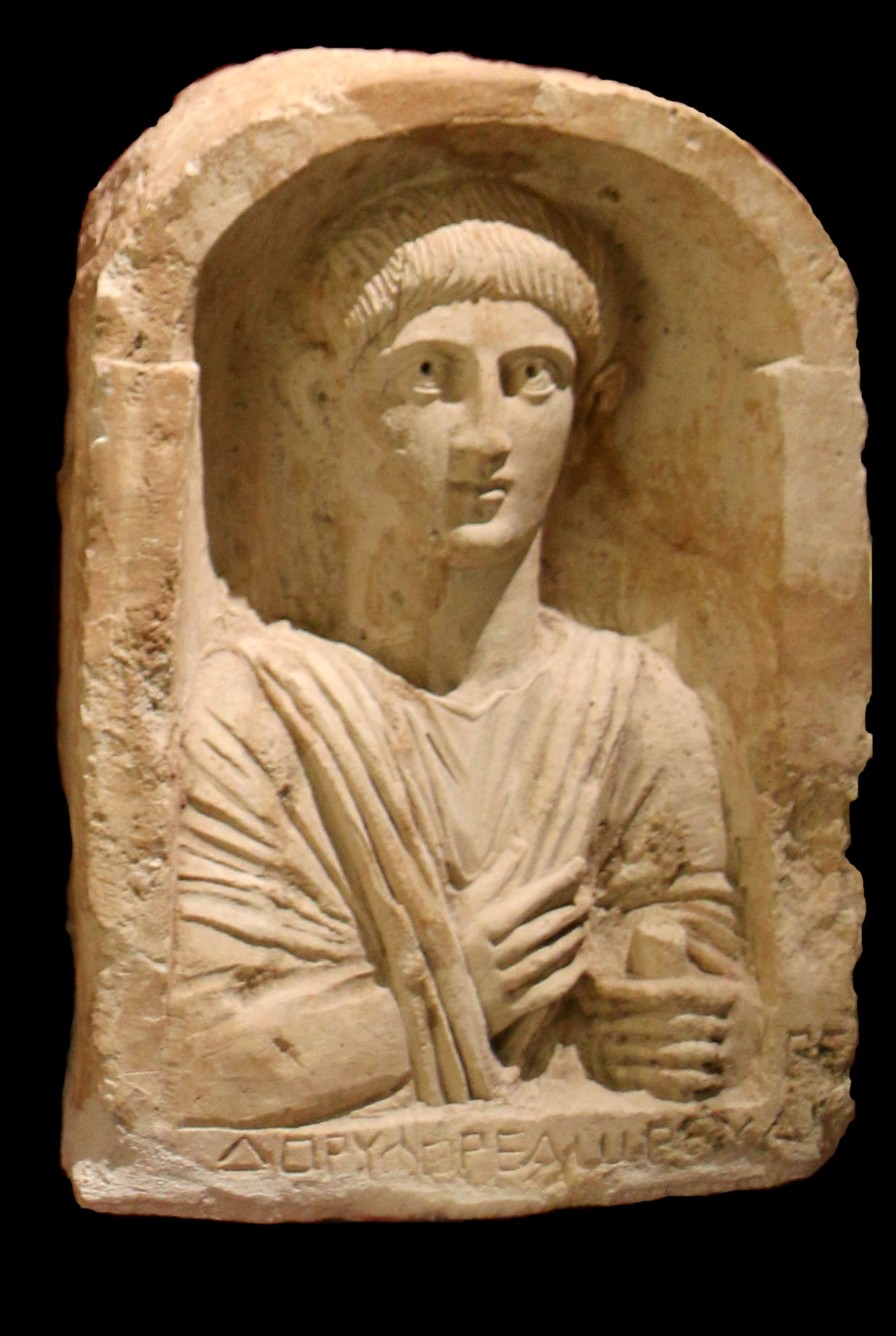
Relief funéraire de Doryphoros.
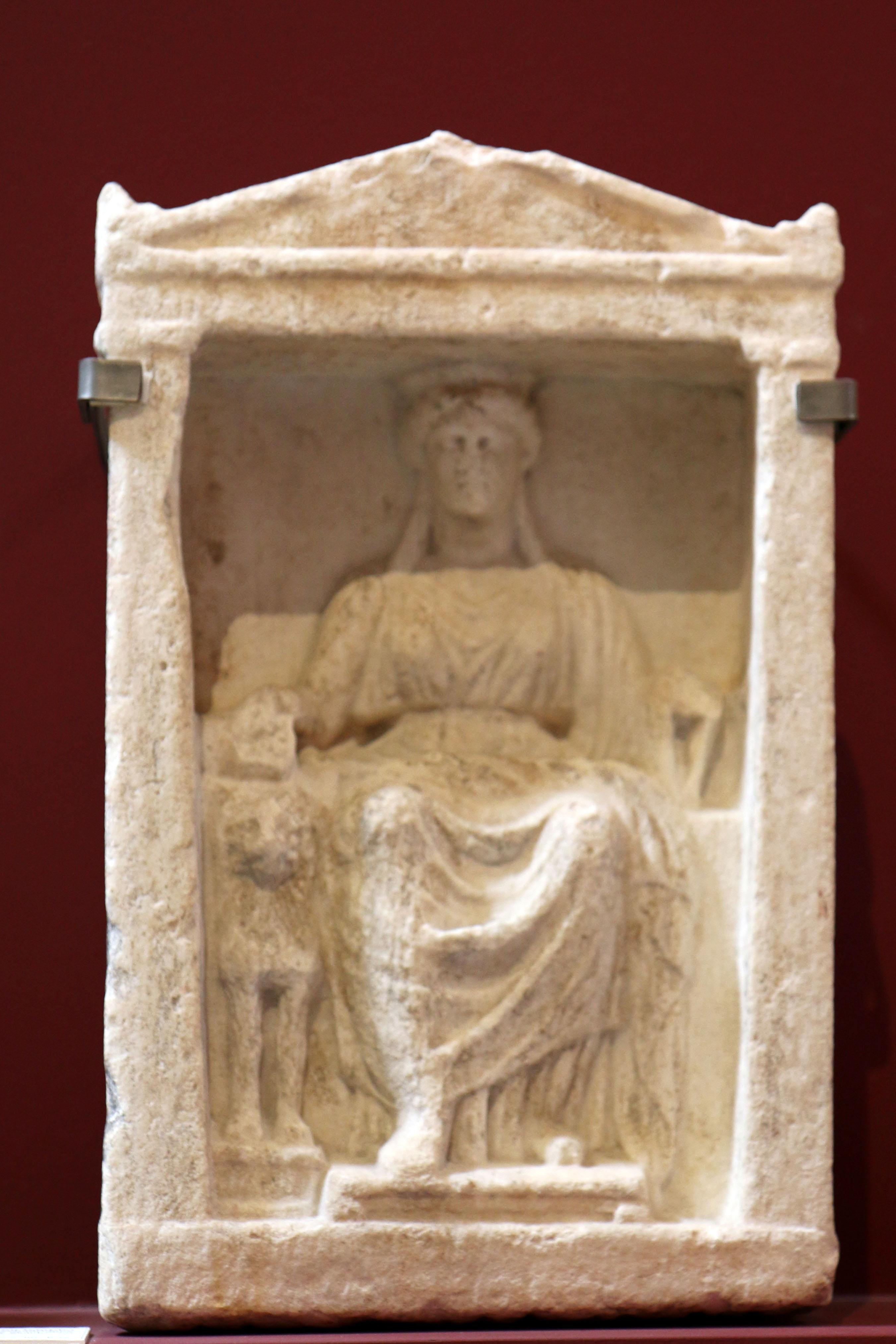
Cybèle assise à l'intérieur d'un Naïskos.
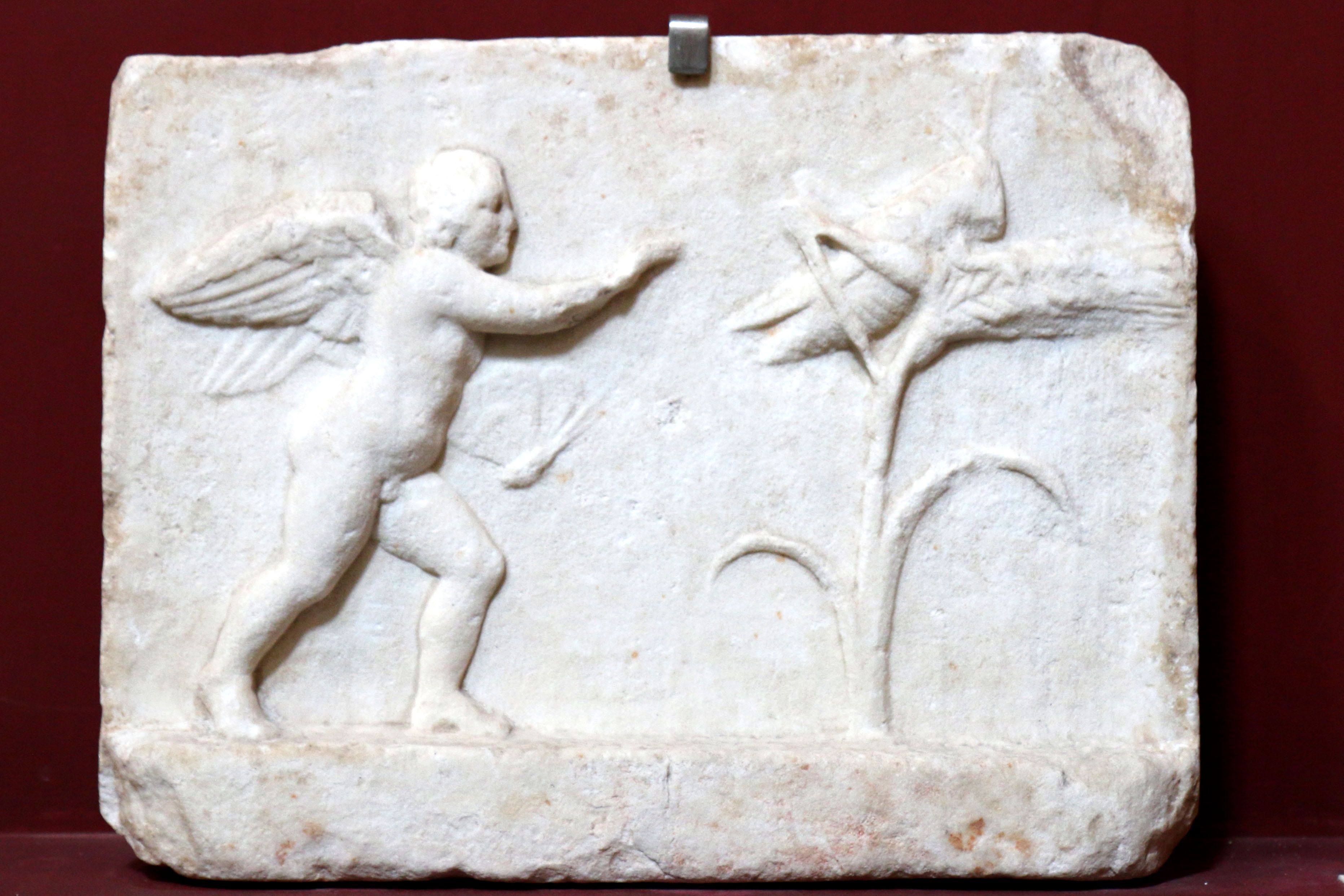
Éros pourchassant une sauterelle.
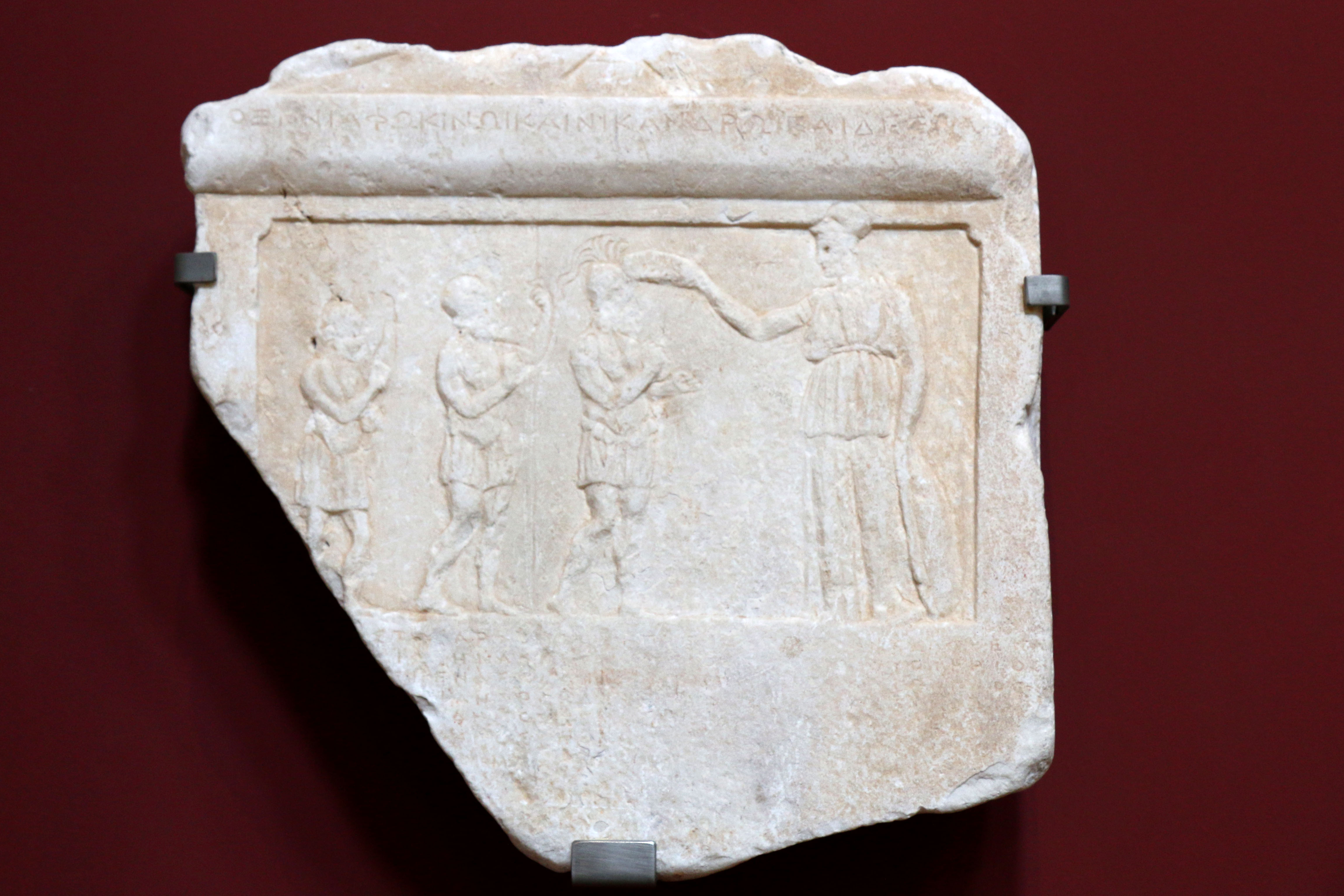
Relief en-tête de décret de proxénie.

#### Vases grecs
- Cratère à colonnettes à décor linéaire et floral avec guirlande de feuilles de laurier sur le col et la panse (IVe siècle av. J.-C.).
- Cratère à volutes apulien à figures rouges avec des anses ornées de mascarons (têtes féminines). Ce vase provient très vraisemblablement d'une tombe (vers 330-320 av. J.-C.). Sur la face principale est figuré, à l'intérieur d'un naïskos, un jeune cavalier sur son cheval, face à un couple. Des équipements militaires du soldat sont suspendus aux poutres du naïskos. Au-dessus, sur le col du vase, est représenté un magnifique cygne aux ailes déployées sur lequel est assise la déesse Aphrodite. Sur l'autre face, jeune homme nu assis dans un naïskos, entouré de porteurs d'offrandes .
- Cratères à volutes à figures rouges avec également des têtes féminines sur le sommet des anses (vers 320 - 310 av. J.-C.). Sur une face est représentée une scène dionysiaque avec un jeune homme assis tenant un coupe à libations et une grappe de raisins et à gauche une femme debout avec couronne ; sur le col deux griffons affrontés. Sur l'autre face tête féminine.

Vases grecs
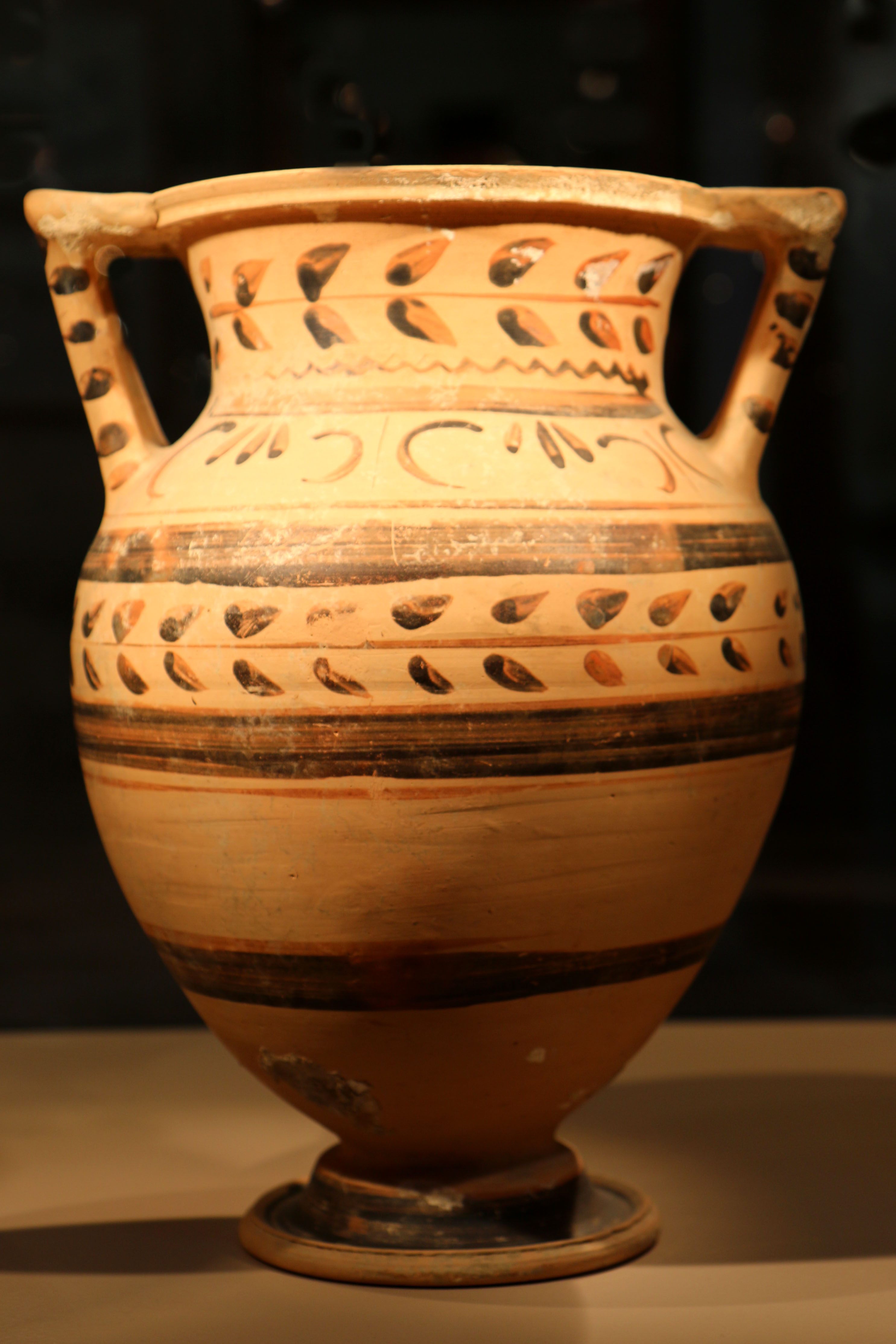
Cratère à colonnettes.
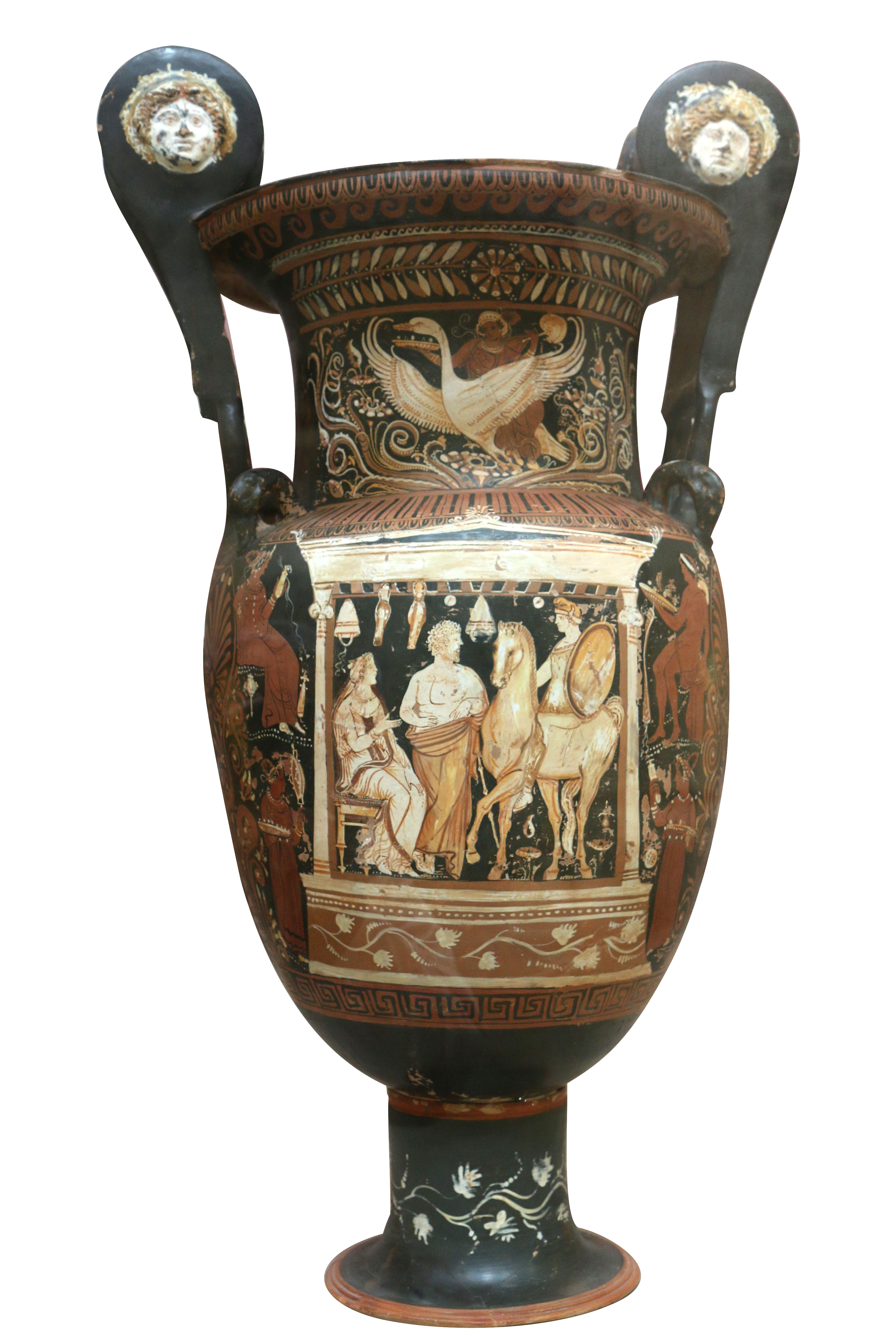
Cratère à volutes - Face principale.
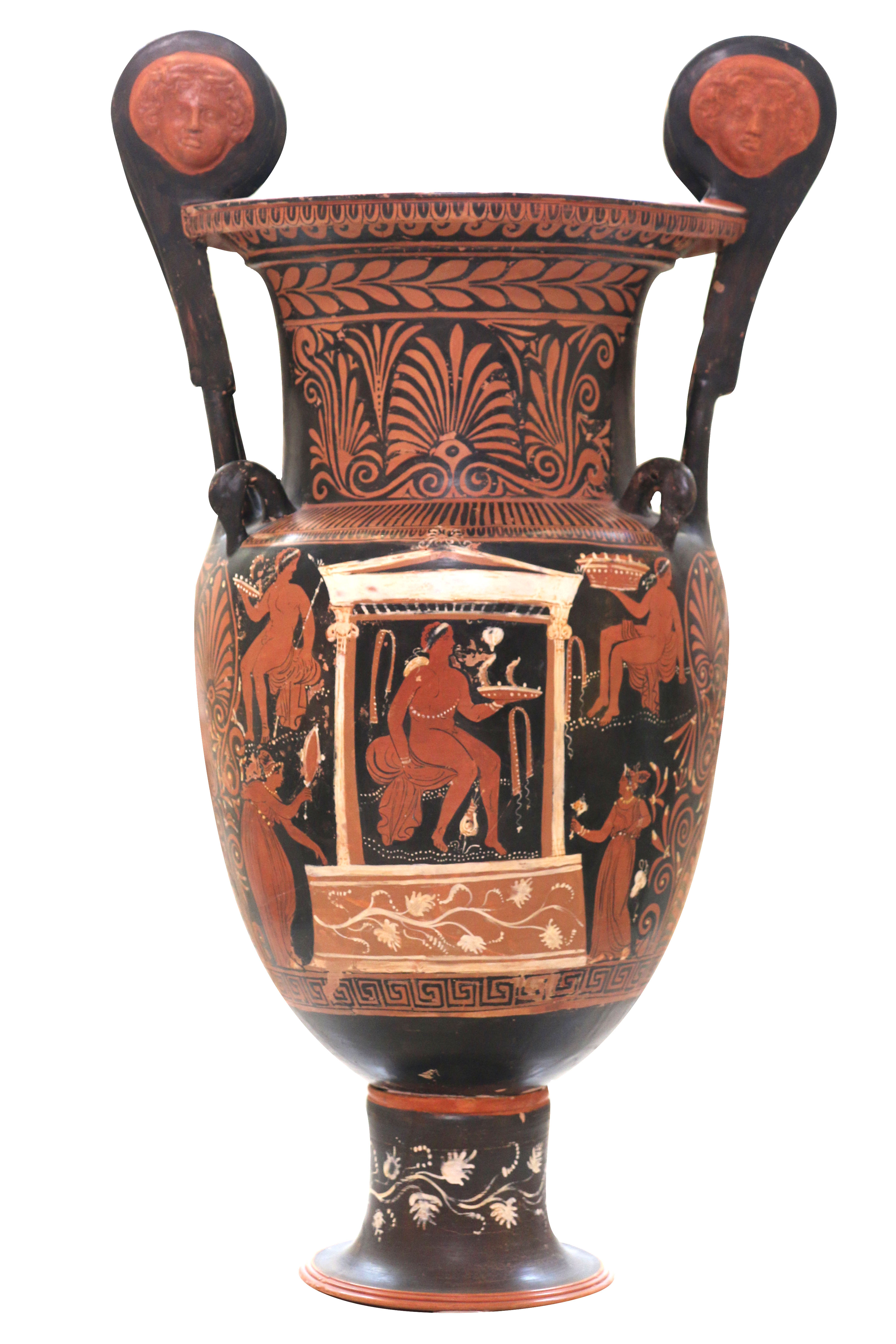
Cratère à volutes - Revers.
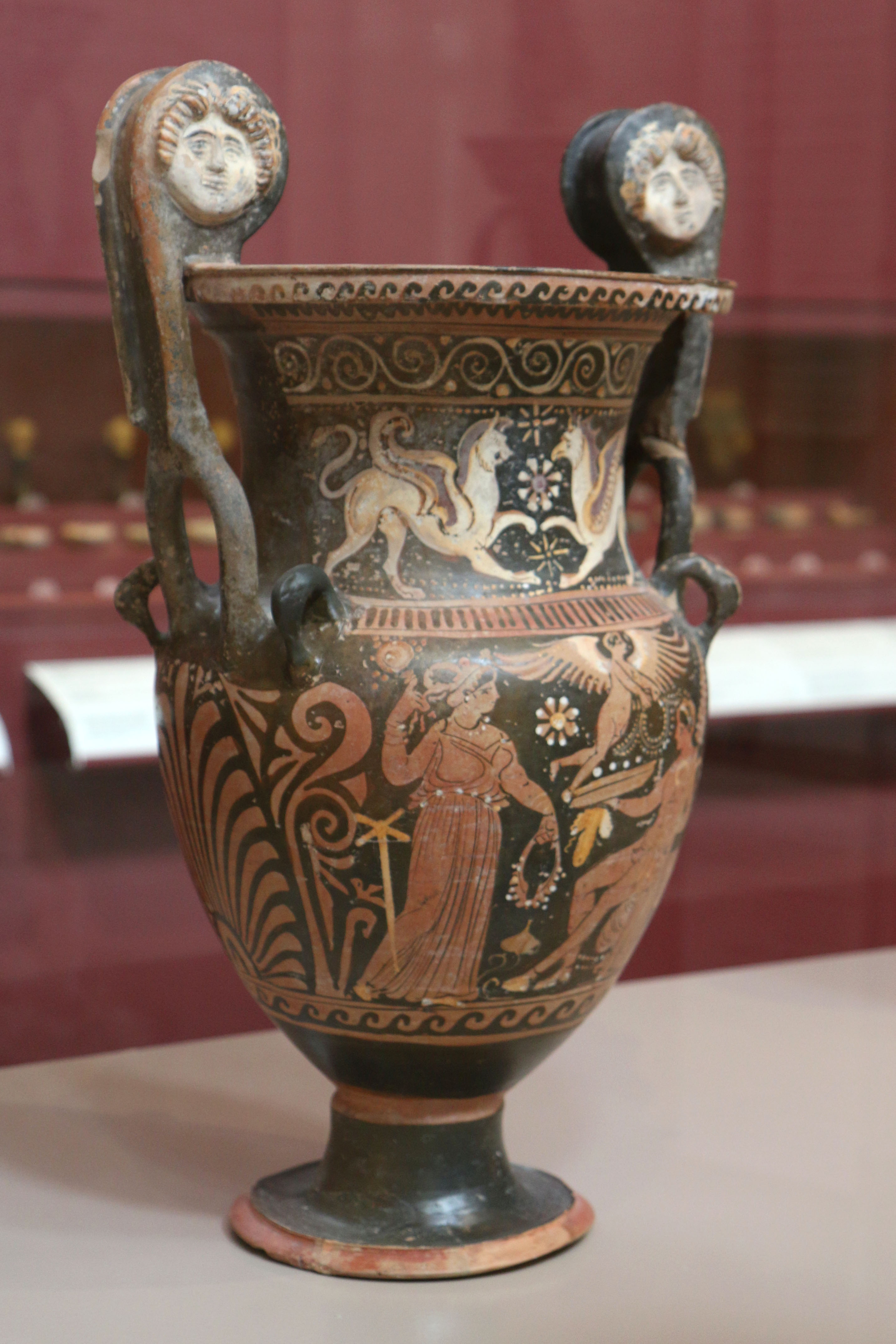
Face A.
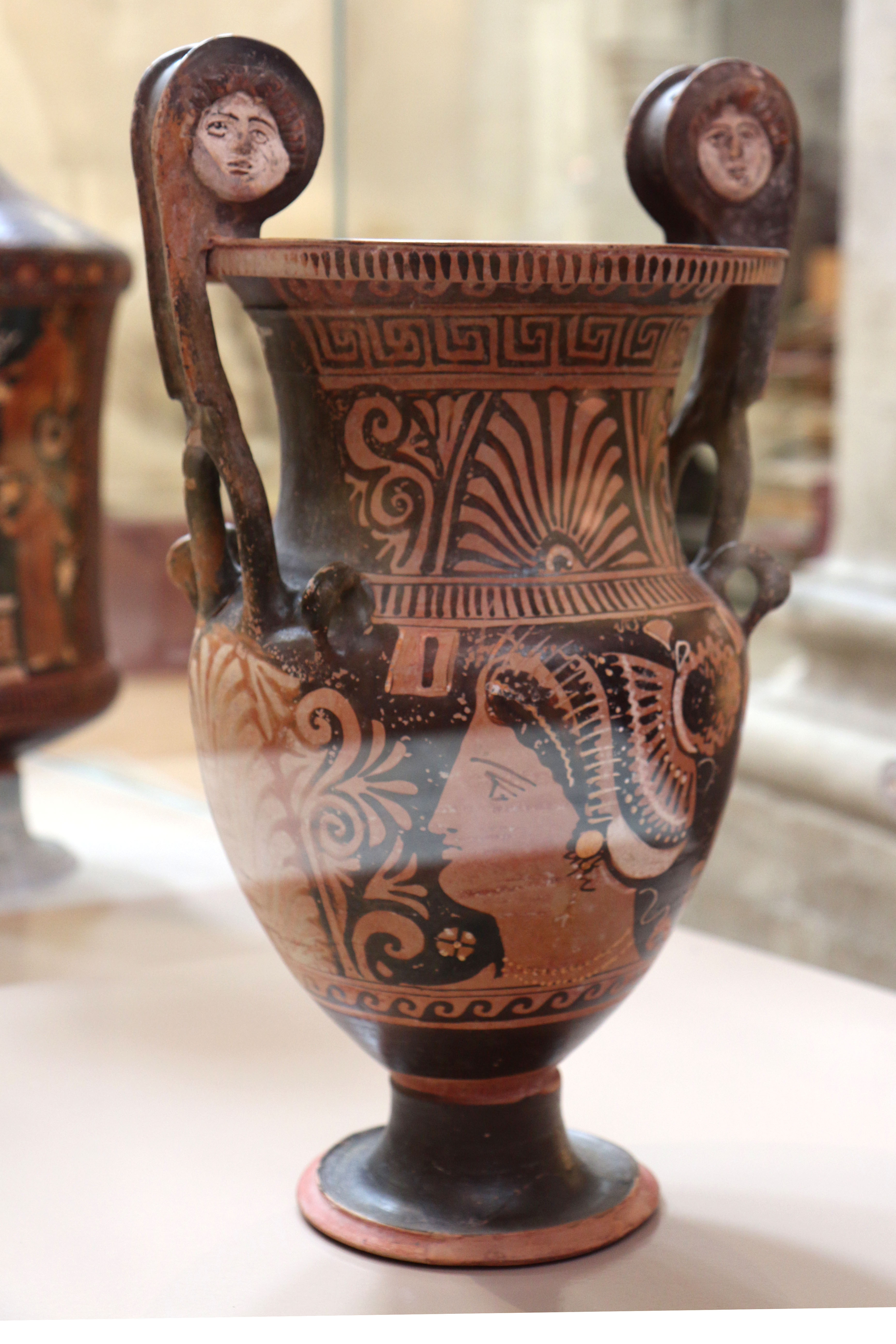
Face B.

### Antiquités romaines
- Statue de femme voilée tenant dans sa main droite une patère ; il pourrait s'agir d'une divinité ou d'une prêtresse.
- Statue féminine acéphale avec à sa gauche un dauphin.
- Urne funéraire de marbre avec l'épitaphe C. Silius Herma et son esclave. Cette urne est surmontée d'un couvercle qui ne pourrait na pas être le sien car il la déborde largement. Sur la face principale sont sculptées des guirlandes de fruits dont l'un traverse le champ épigraphique. Sous le champ épigraphique se trouvent deux amours nus encadrant un Hermès. Aux angles inférieurs sont sculptés deux sphinx surmontés d'un flambeau à l'angle de l'urne.
- Urne funéraire quadrangulaire en marbre avec l'épitaphe de Marcus Domitius Urbicus. De part et d'autre du cartouche épigraphique, se trouvent deux cornes d'abondance et deux masques formant angle. Sous le cartouche se trouvent deux cygnes encadrant une tête de Méduse avec sa chevelure d'où sortent deux serpents. Le couvercle d'une largeur inférieure à celle de l'urne est orné d'un lion.
- Tête masculine
- Tête d'Hermès bicéphale.

Antiquités romaines
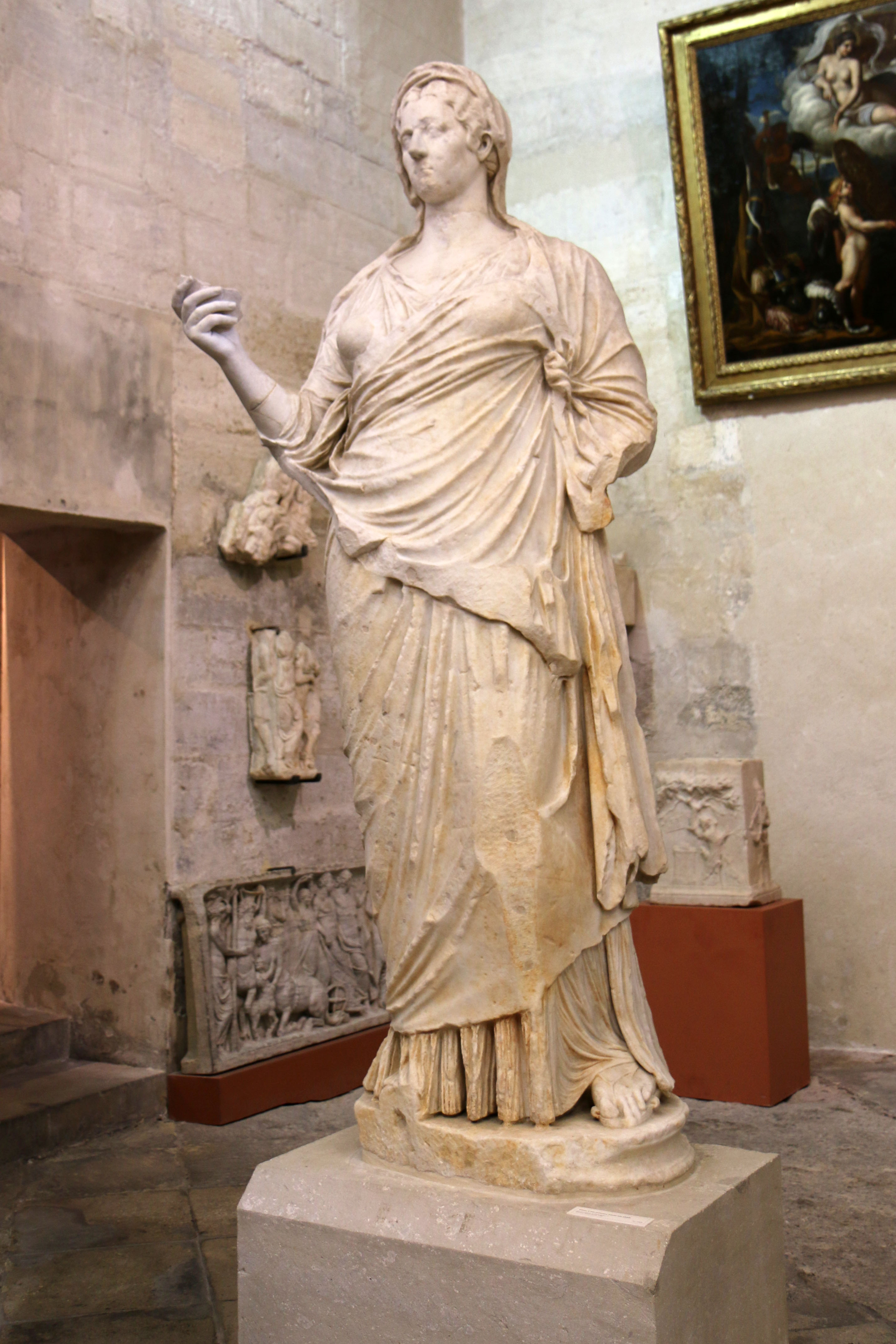
Femme voilée.
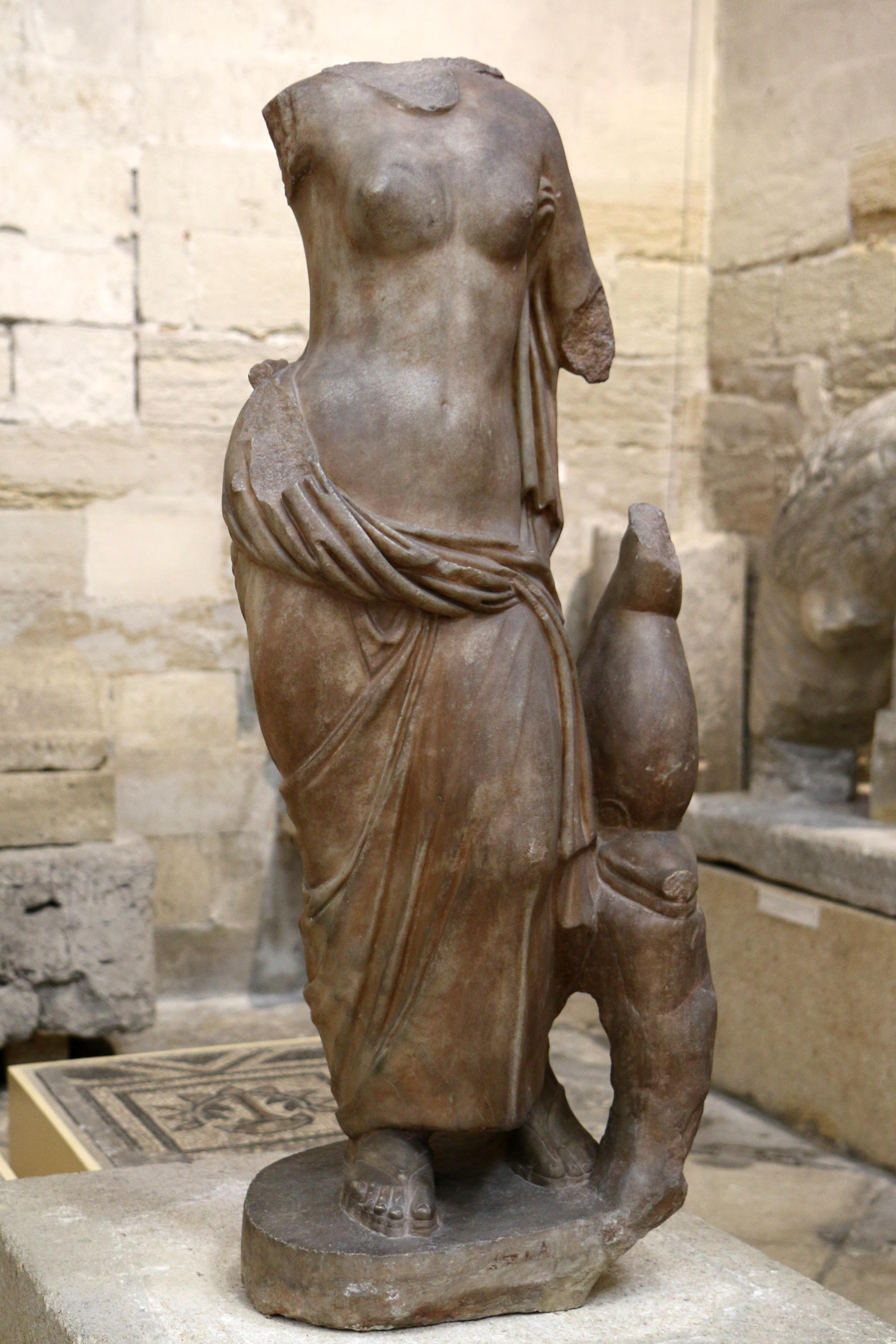
statue féminine.
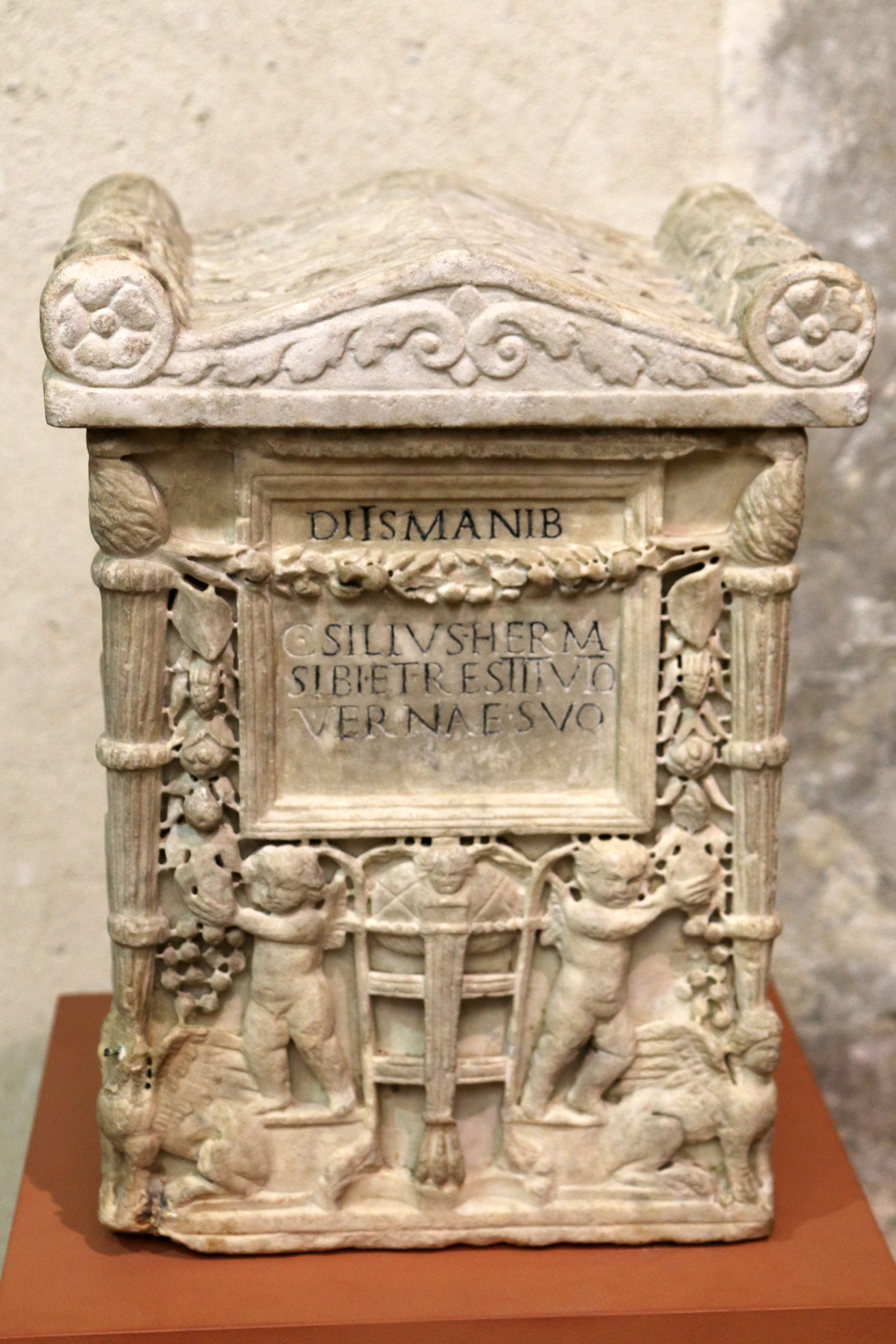
Urne funéraire de marbre-Silius Herma.
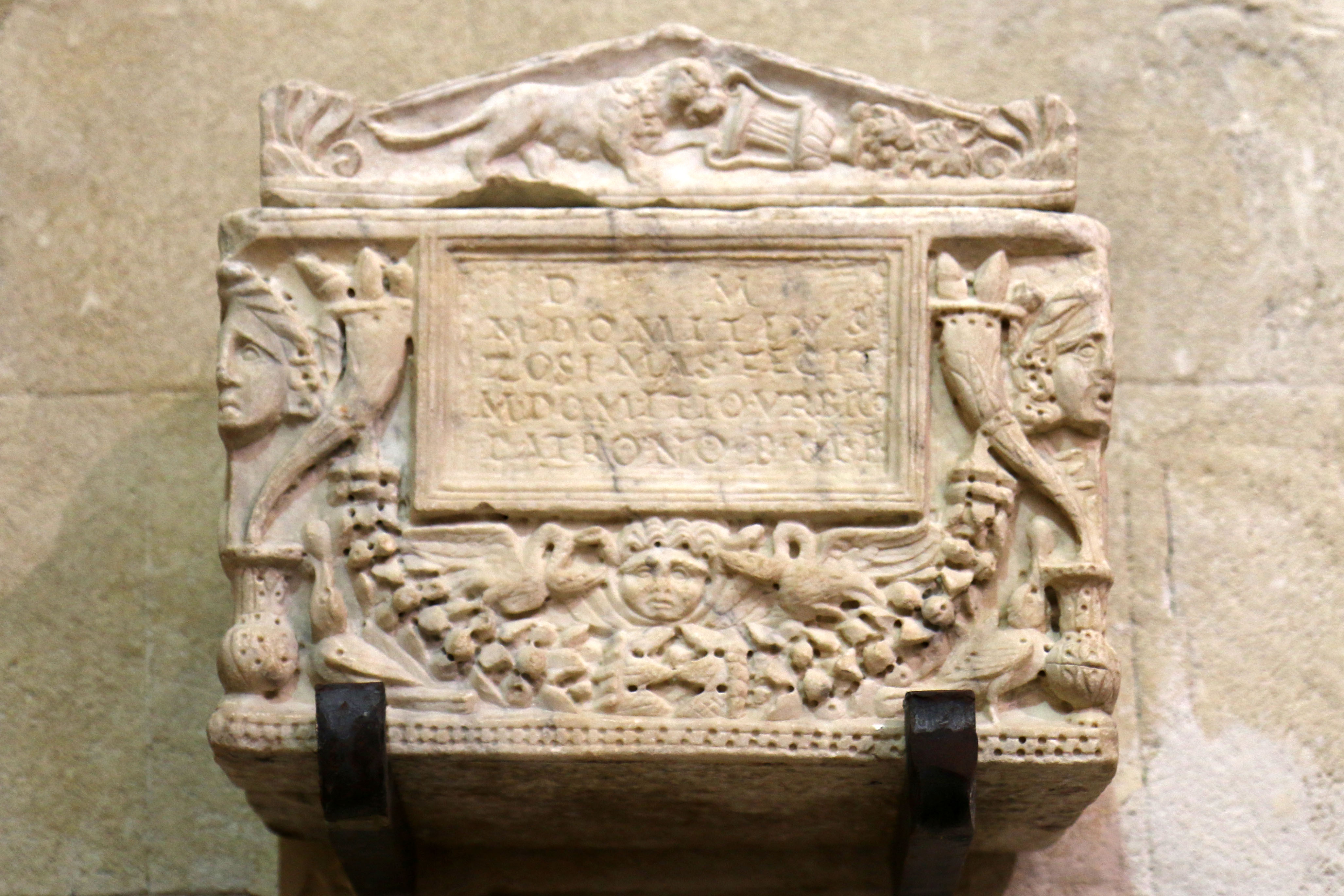
urne funéraire-Marcus Domitius.
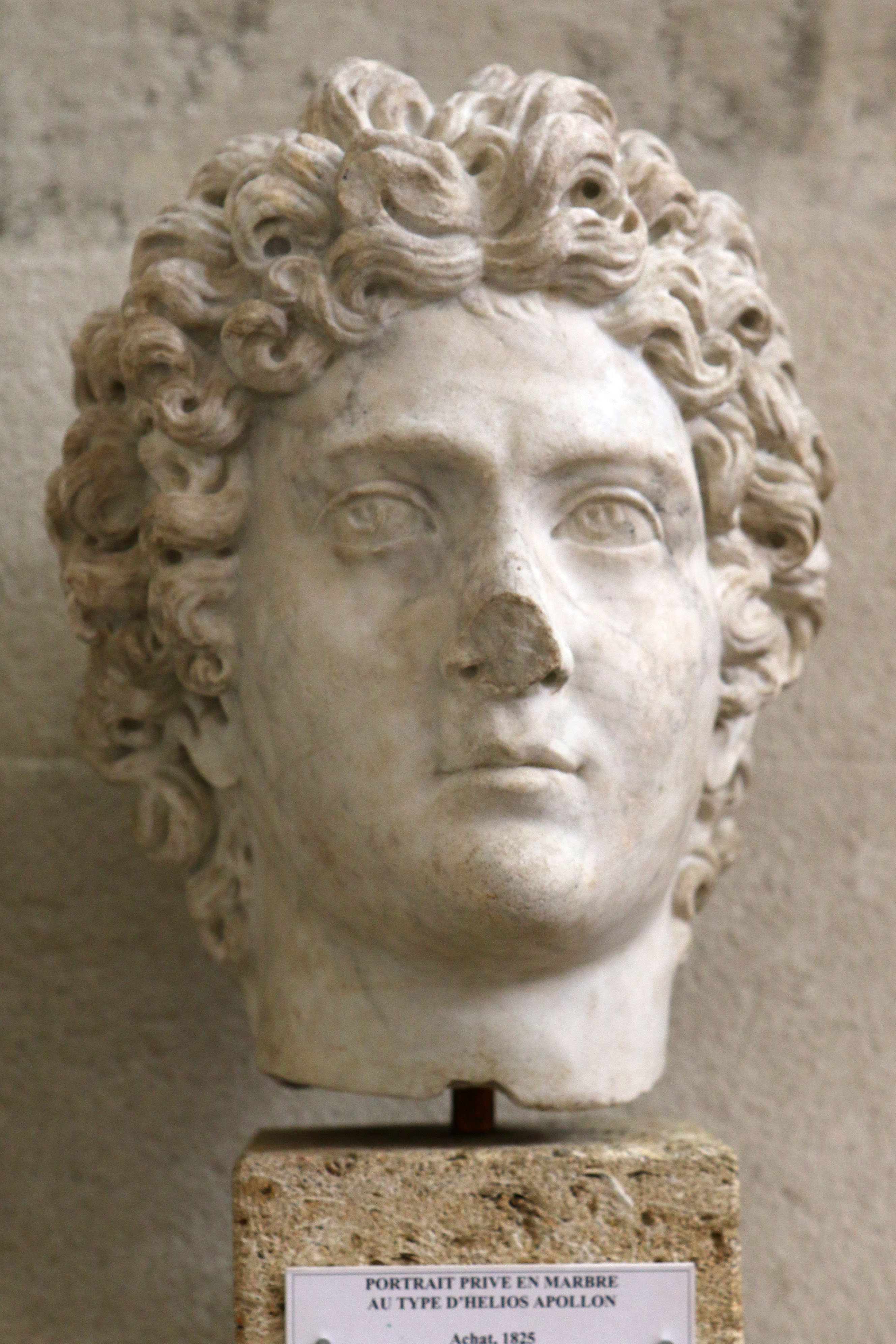
Tête masculine.
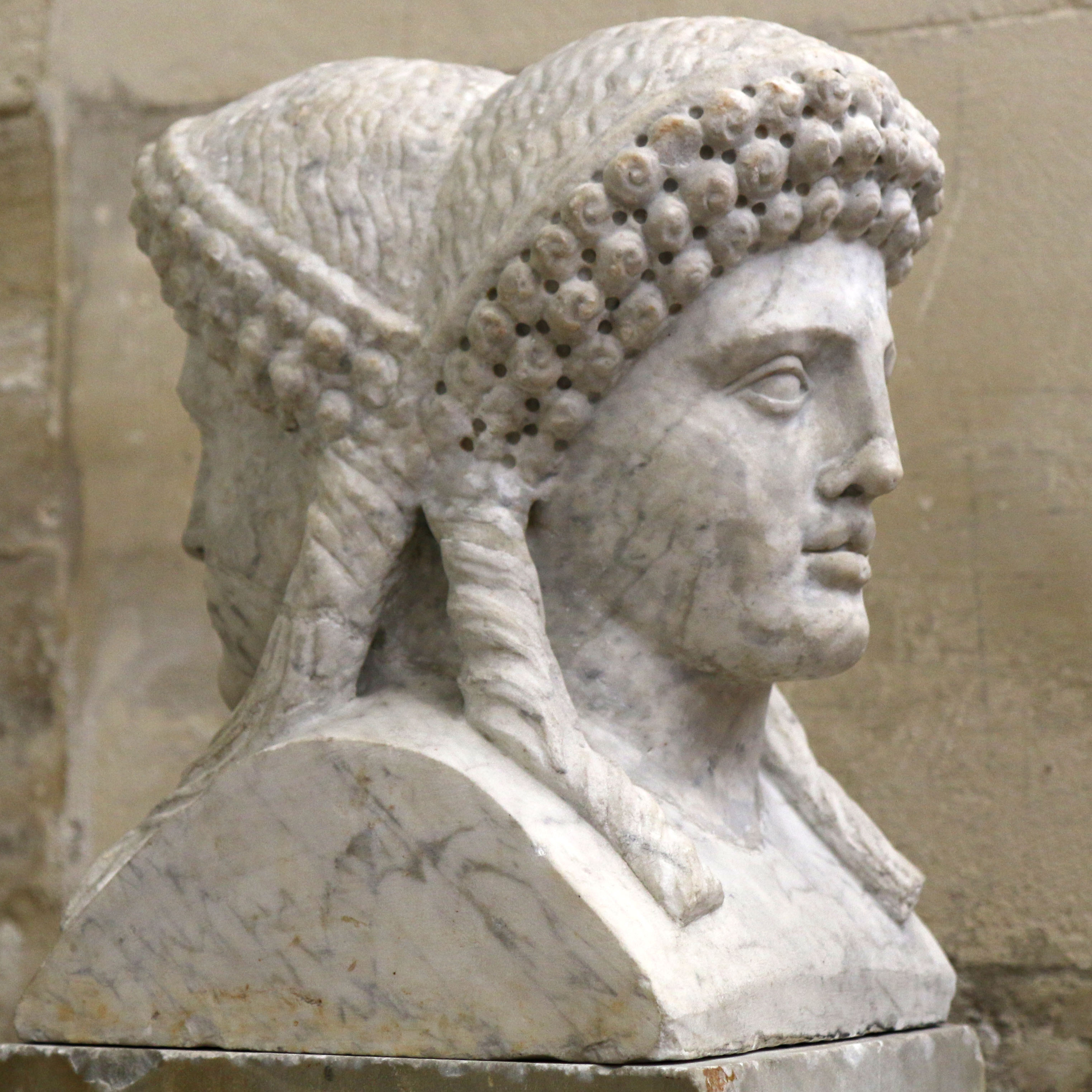
Hermès bicéphale.

### Art gaulois
Le musée expose des masques, des reliefs, des vases, des statues et des objets divers; parmi les pièces les plus remarquables, on peut citer :
- La tarasque de Noves : cette statue fut découverte par hasard en 1849 à proximité du cimetière actuel de Noves. Elle a été réalisée dans du calcaire coquiller tendre burdigalien et date probablement de la seconde moitié du Ier siècle av. J.-C.. Elle représente un animal fantastique ithyphallique (au phallus dressé) voisin à la fois du loup et du lion. Le carnassier est représenté assis, prenant appui, toutes griffes dehors, sur deux têtes d'homme barbues aux yeux clos s’apparentant à des masques. Le monstre dévore un corps humain dont seuls subsistent le bras droit et le pied gauche de la victime. Cette statue dont l'interprétation est complexe est une pièce unique[8] et évoque des croyances traditionnelles celtiques : elle symbolise la mort au travers de l'engloutissement de la victime  tandis que les masques, liés au culte des ancêtres, évoque la continuité des générations[9].
- Statue de Jupiter Taranis : Le dieu portant des vêtements militaires, est représenté debout tenant de la main droite une roue à dix raies - attribut gaulois - et ayant à sa gauche un aigle - oiseau de Jupiter - et un serpent qui peut être rattaché à la mythologie celtique. Le dieu est revêtu de la cuirasse et d'un manteau militaire agrafé sur l'épaule, jambes et pieds entièrement nus. Cette représentation montre une interpénétration des religions romaines et celtiques.
- Scène de halage : cette sculpture en calcaire (molasse) datant du IIe ou IIIe siècle a été trouvée à Cabrières-d'Aigues ; cette œuvre à destination funéraire faisait probablement partie d'un monument de grande dimension tel un mausolée à la mémoire d'un riche propriétaire. Elle représente deux haleurs appuyés sur un bâton tirant une embarcation à la proue et la poupe relevées- la présence d'un autre filin indique qu'il devait y un troisième haleur. Le bateau piloté par un homme barbu au moyen d'une rame servant de gouvernail, est chargé de deux tonneaux cerclés de fer (invention gauloise). Au registre supérieur sont figurés sept amphores dont trois sont entourées d'un revêtement de protection.
- Guerrier de Vachères : cette statue en calcaire datant de la seconde moitié du Ier siècle av. J.-C. a été trouvée vers 1865 sur le territoire de la commune de Vachères (Alpes-de-Haute-Provence); il s'agit d'une œuvre  funéraire érigée en l'honneur d'un notable indigène qui fit carrière dans l'armée romaine en qualité d'auxiliaire. Le guerrier est vêtu d'une tunique aux manches longues et étroites, d'un manteau fixé à l'épaule droite par une fibule et d'une cotte de mailles à manches courtes renforcée par des épaulières. Le guerrier porte sur le côté droit une épée dont l'extrémité manque, glissée dans un manchon fixé à sa ceinture. La main droite devait tenir une arme disparue. De la main gauche il s'appuie sur un bouclier ovale à umbo métallique. Il porte autour du cou un torque, bijou celtique en métal précieux[10]. Des traces de polychromies ont été constatées : oxydes de fer rouges sur certaines parties de l'armement, du vêtement et de la chevelure, or sur des détails du torque ou de la fibule, et oxyde de plomb blanchâtre pour la carnation.
- Guerrier de Mondragon : cette statue en calcaire trouvée à Mondragon (Vaucluse) date de la fin du IIe siècle av. J.-C. ou du début du Ier siècle av. J.-C.. Il est vêtu d'un long manteau de laine appelé sagum retenu sur l'épaule droite par une fibule. Un grand bouclier ovale pourvu d'un umbo métallique est posé devant lui. Il serre dans sa main droite un torque et porte sur le côté droit un glaive court fixé à son ceinturon. Son biceps droit est entouré d'un anneau métallique.

Antiquités gauloises
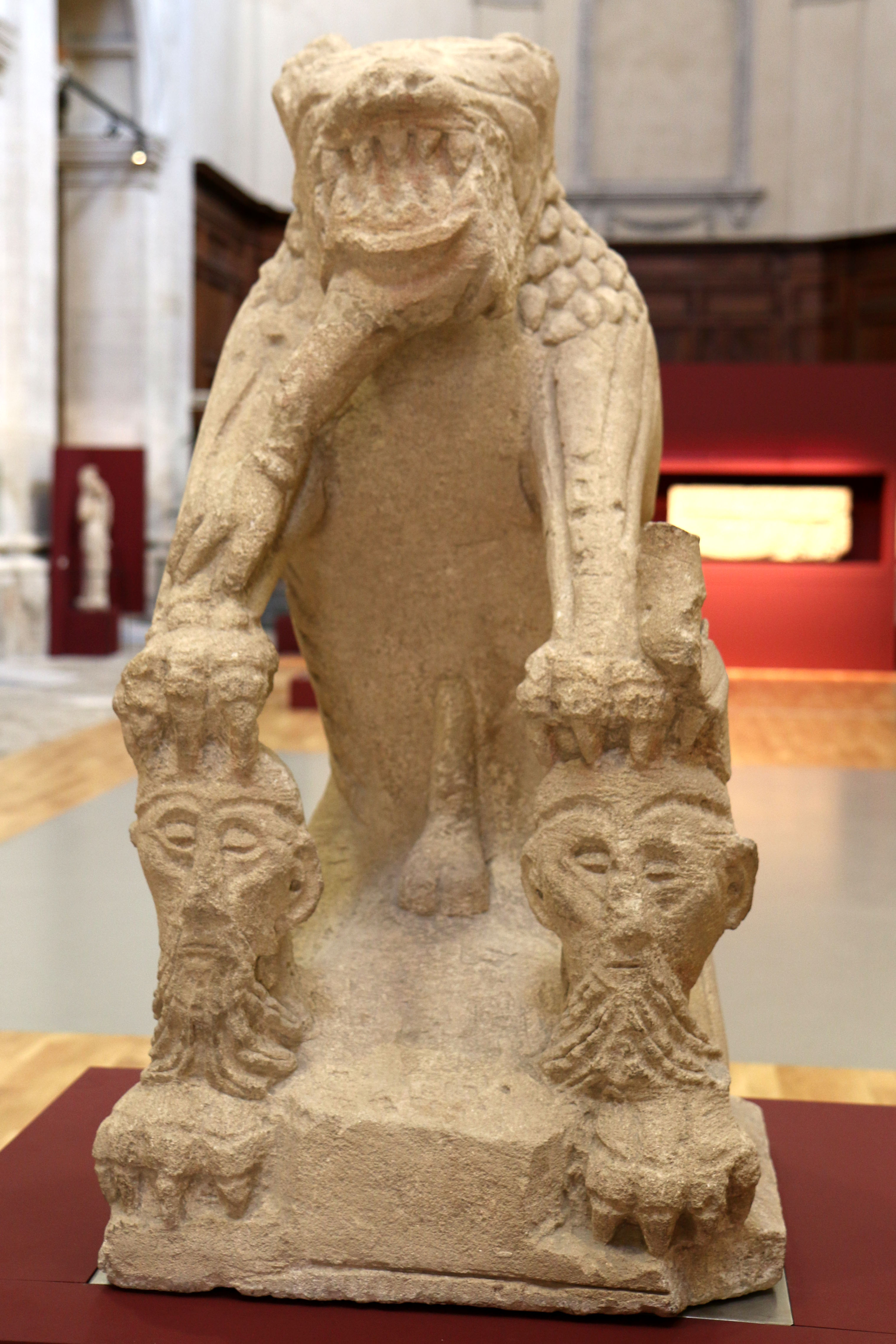
La tarasque de Noves.
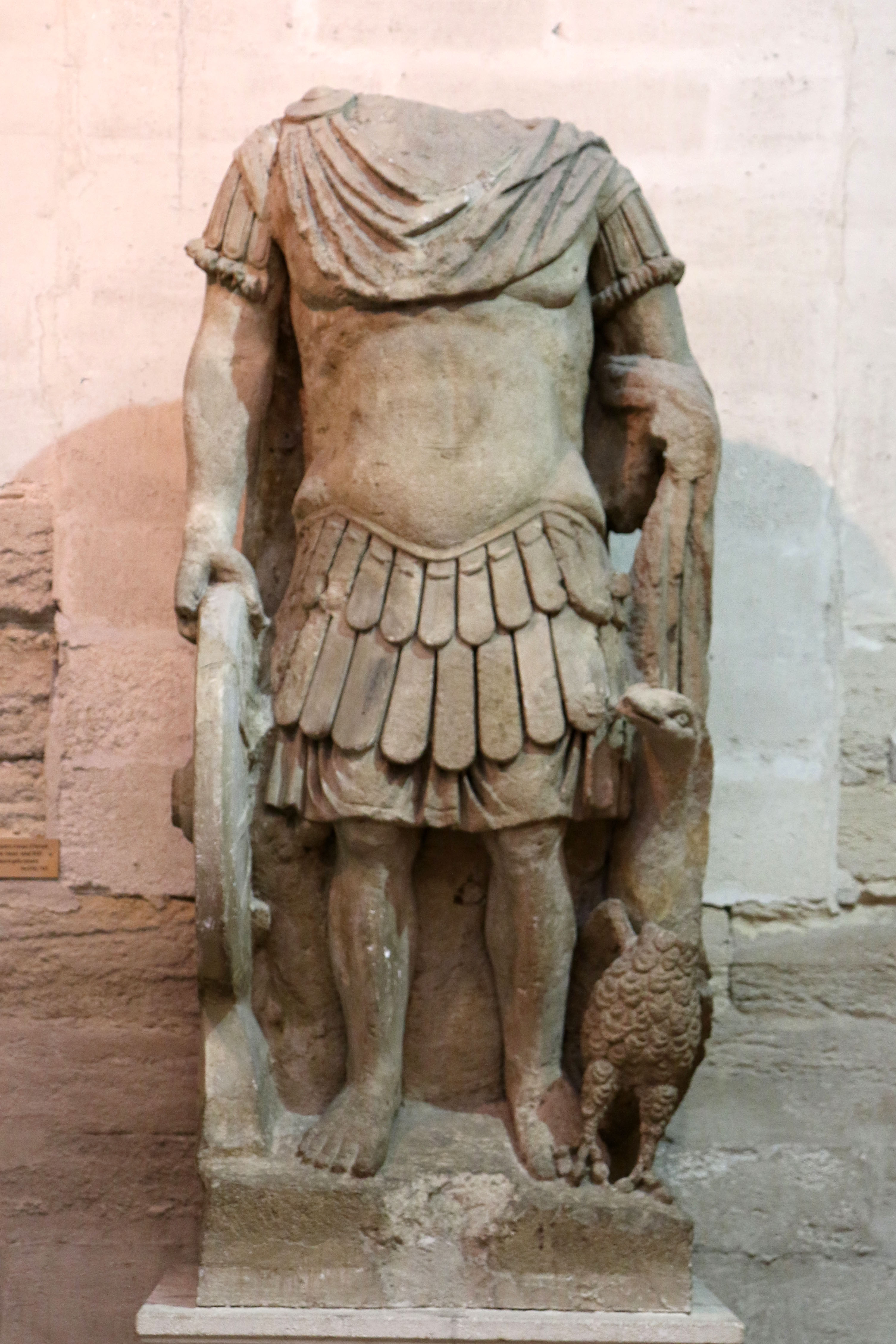
Jupiter-Taranis.
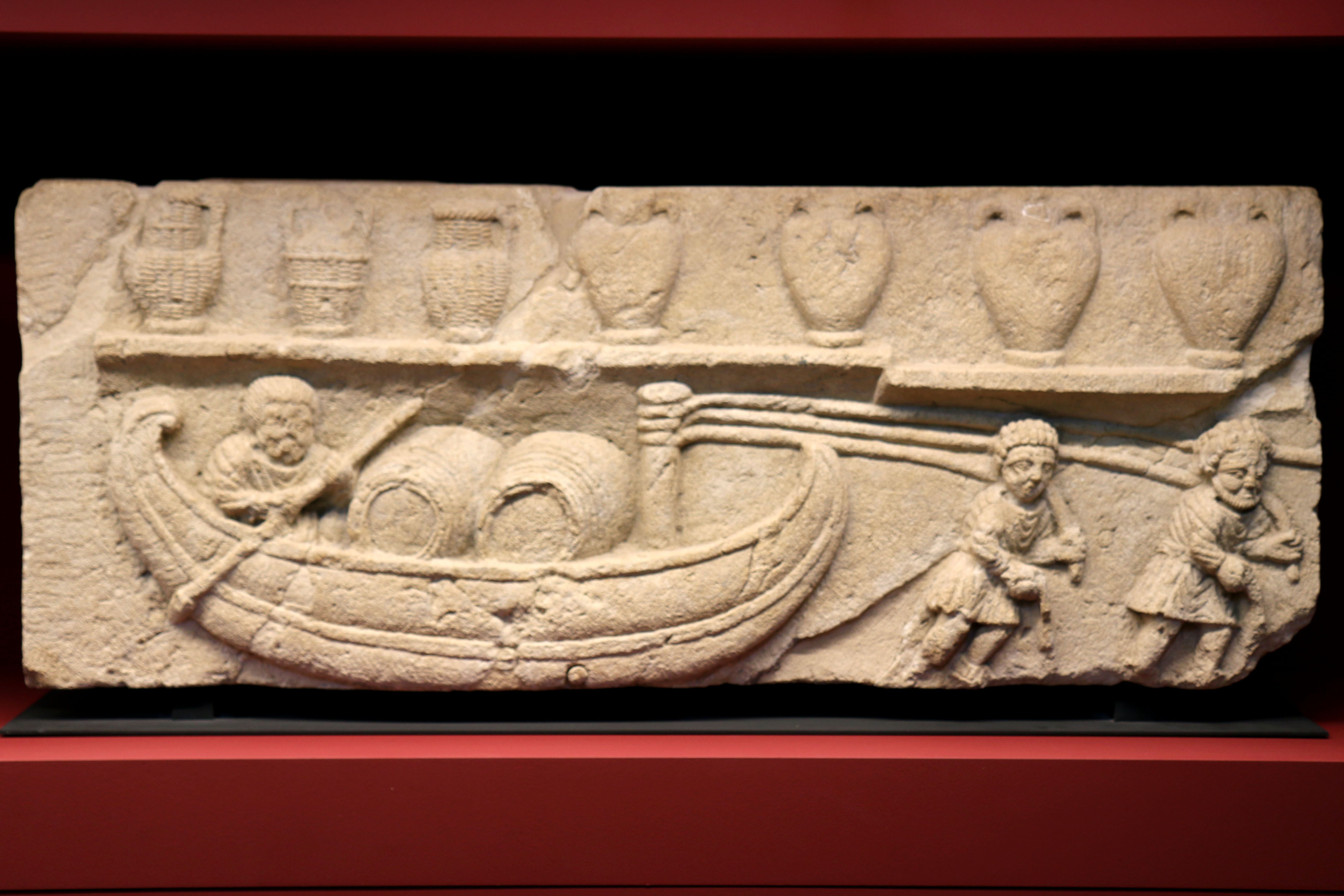
Scène de halage.
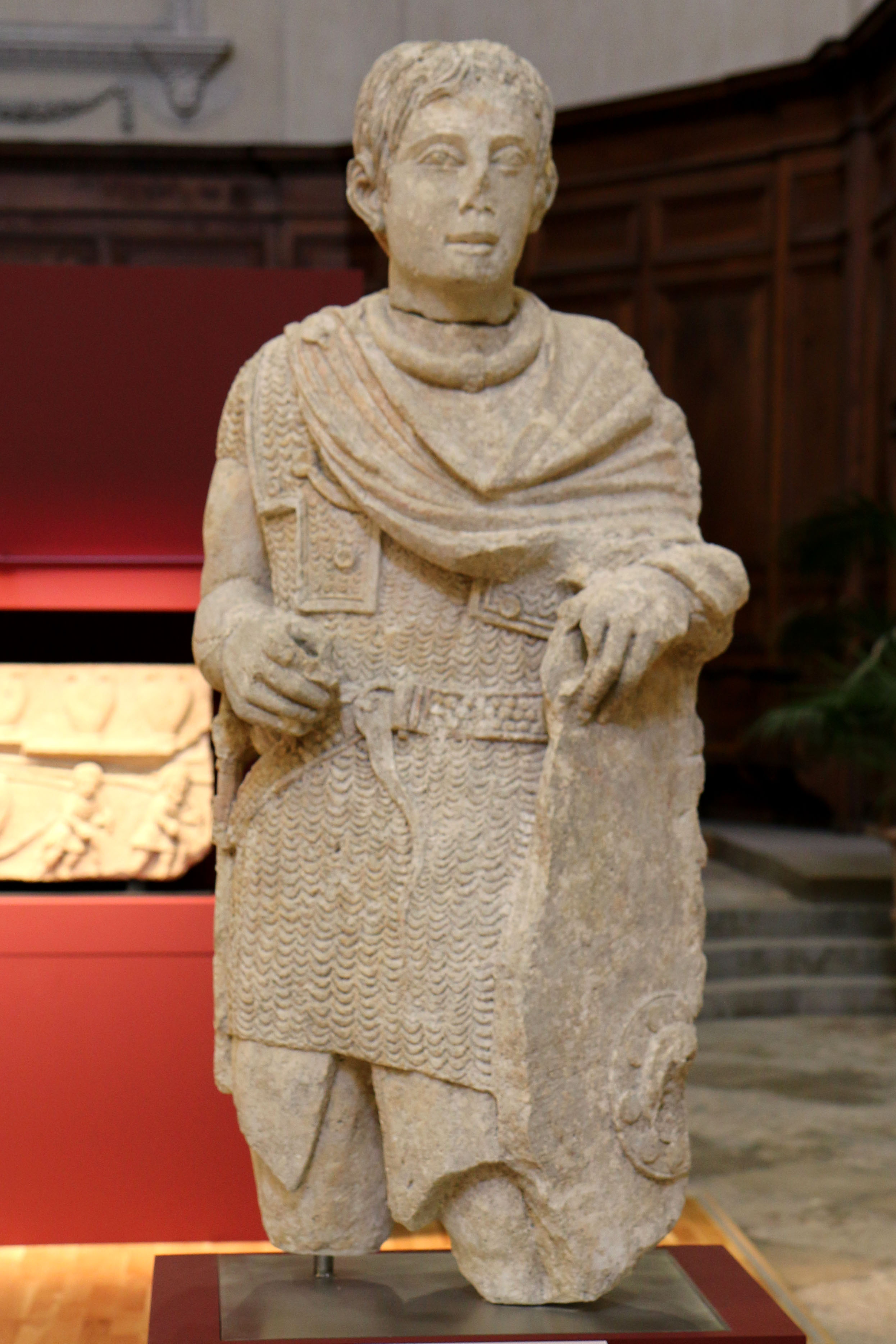
Le guerrier de Vachères.
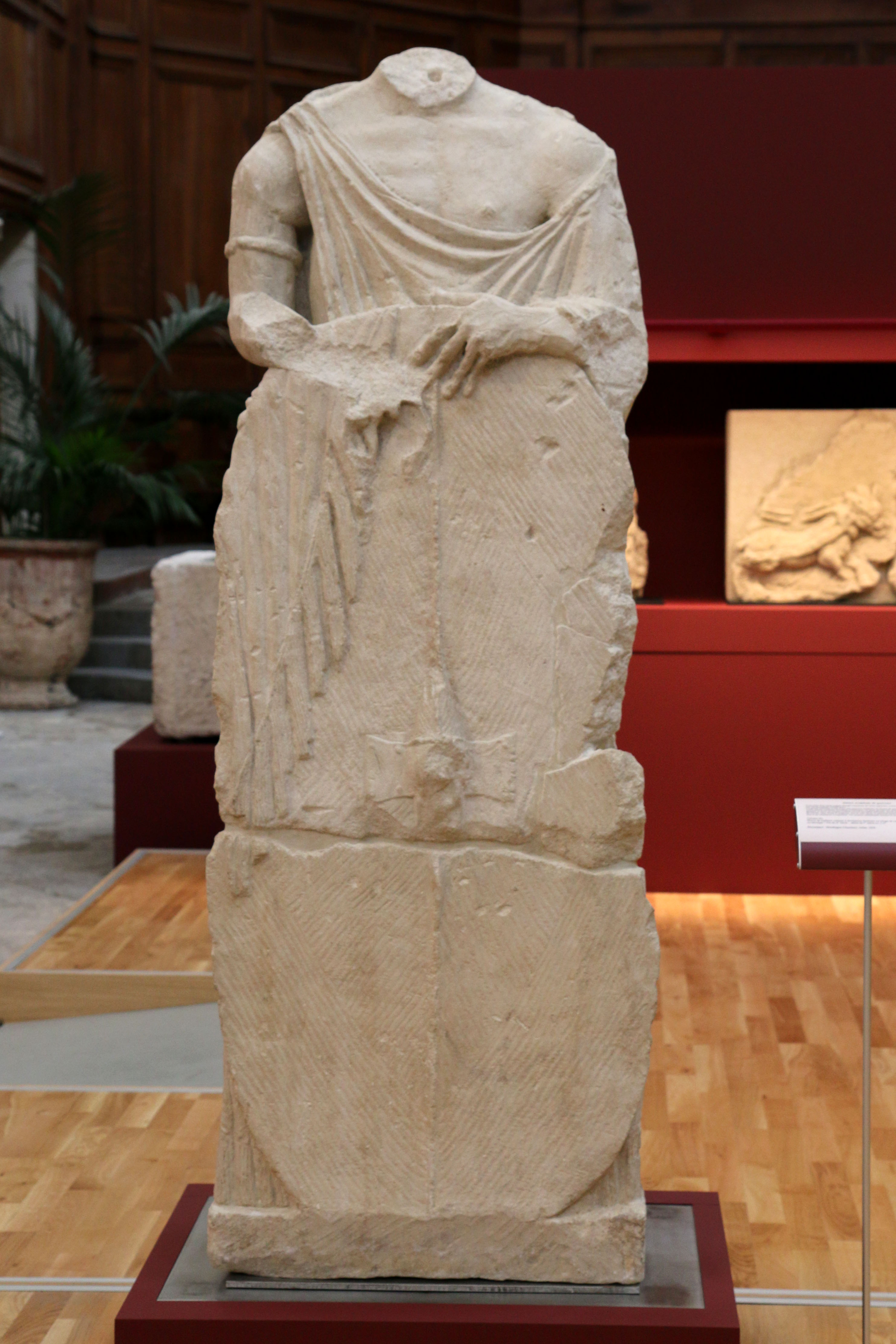
Le guerrier de Mondragon.

### Antiquités paléochrétiennes début de la christianisation
- Sarcophage à strigiles du IVe siècle : le couvercle de ce sarcophage présente en son centre un cartouche anépigraphe soutenu par deux génies ailés. De part et d'autre sont placés les portraits des deux époux devant des tentures à nœuds quadrilobés soutenus par des génies. Aux extrémités sont figurés deux bustes masculins en guise d'acrotère.
- Autel avec frise de colombes représentant le peuple chrétien, chrisme et frise végétale. Cet autel en marbre trouvé à Vaugines (Vaucluse) date du Ve ou VIe siècle.
- Fragment de sarcophage à arcatures du IVe siècle avec à gauche l'arrestation de saint Pierre et à droite le Christ lui remettant les clefs. La deuxième scène fait référence à un épisode du Nouveau Testament rapporté dans l'évangile selon saint Matthieu (chapitre XVI, verset 19) où le Christ dit à Pierre : « Je te donnerai les clefs du royaume des cieux: ce que tu lieras sur la terre sera lié dans les cieux, et ce que tu délieras sur la terre sera délié dans les cieux. »[11].
- fragment de sarcophage avec épisode biblique et fragments de couvercle de sarcophage avec épitaphes d'Antononius.
- fragment de sarcophage avec saint Pierre et le coq ; Fragment de sarcophage avec saint Pierre et Ananias. Le premier fragment correspond à un épisode de l'arrestation de Jésus rapporté par Matthieu, Marc et Luc où saint Pierre affirme ne pas connaître le Christ : « Aussitôt, pour la seconde fois, le coq chanta. Et Pierre se souvint de la parole que Jésus lui avait dite: Avant que le coq chante deux fois, tu me renieras trois fois. Et en y réfléchissant, il pleurait »[12]. Le deuxième fragment fait référence aux Actes des Apôtres (Chapitre V, versets 1 à 5) qui rapportent qu'au début de la chrétienté, les fidèles vendaient leurs biens et donnaient le produit de la vente aux apôtres ; Ananias garda pour lui une partie de sa fortune mais prétendit avoir donné la totalité de ses biens. Saint Pierre lui dit : « Comment as-tu pu mettre en ton cœur un pareil dessein? Ce n'est pas à des hommes que tu as menti, mais à Dieu. Ananias, entendant ces paroles, tomba, et expira. Une grande crainte saisit tous les auditeurs »[13]. Cet instant est représenté sur le fragment de sarcophage où on distingue à gauche les jambes de l'infortuné Ananias.

Antiquités paléochrétiennes
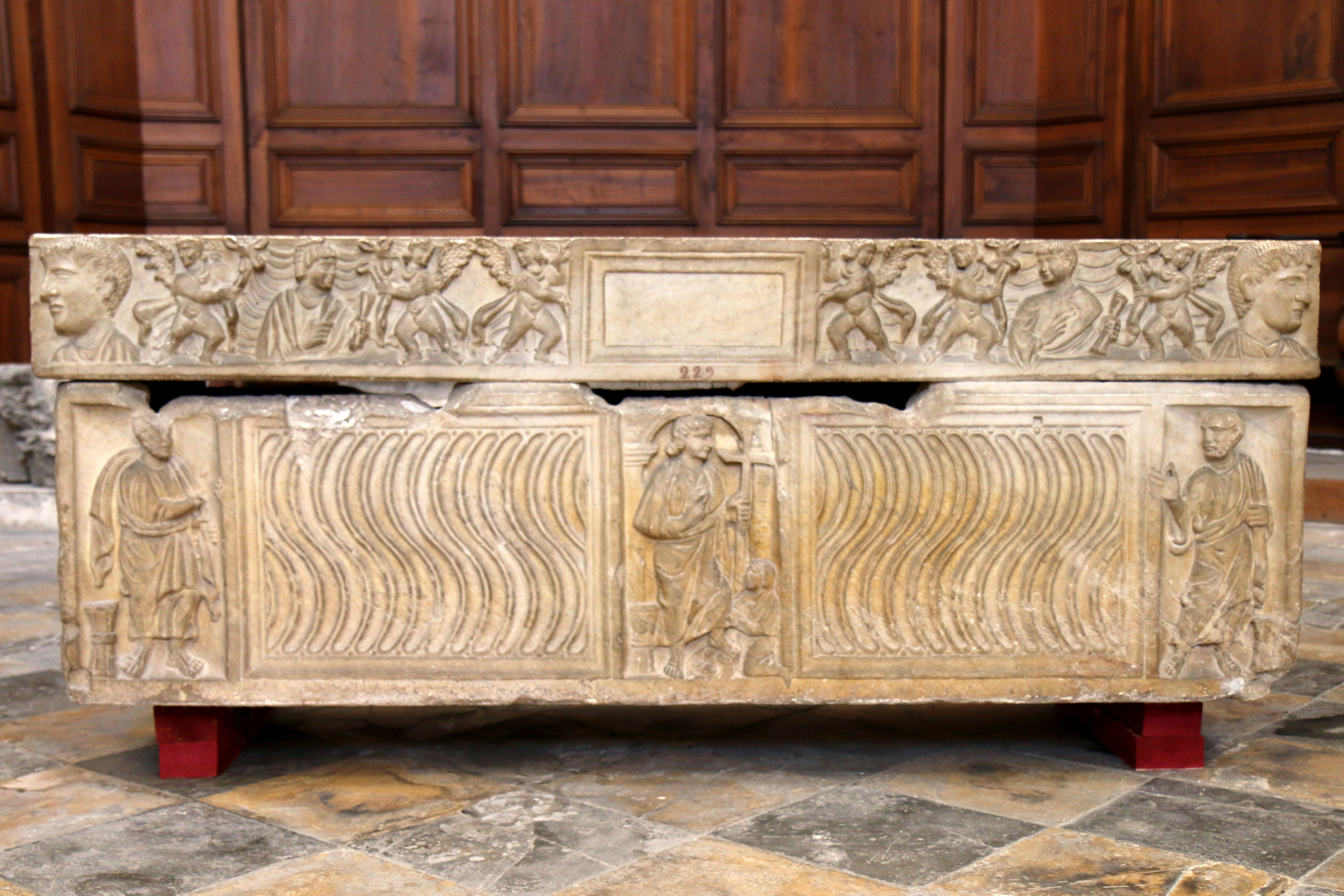
Sarcophages à stigiles.
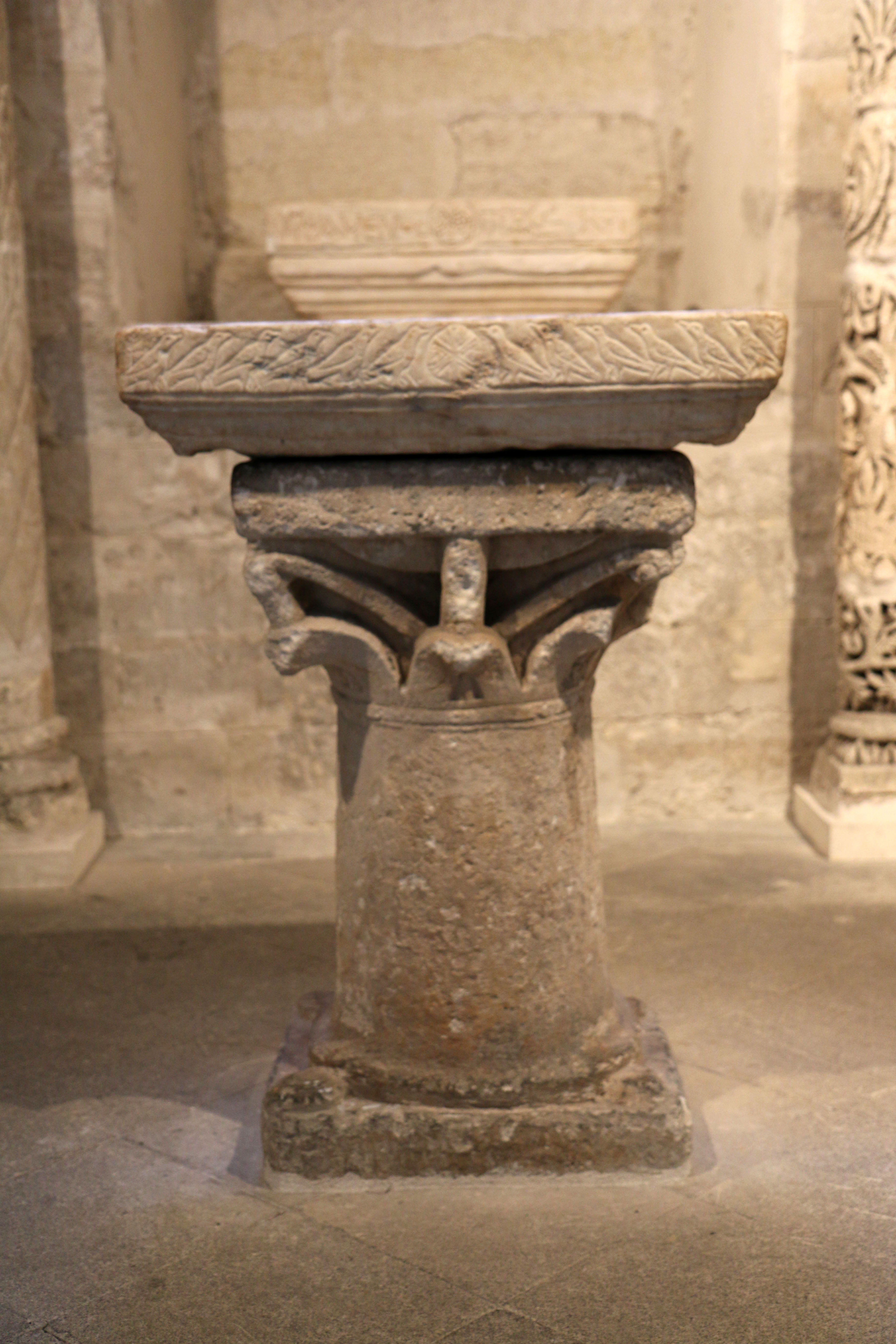
Autel de Vaugines.
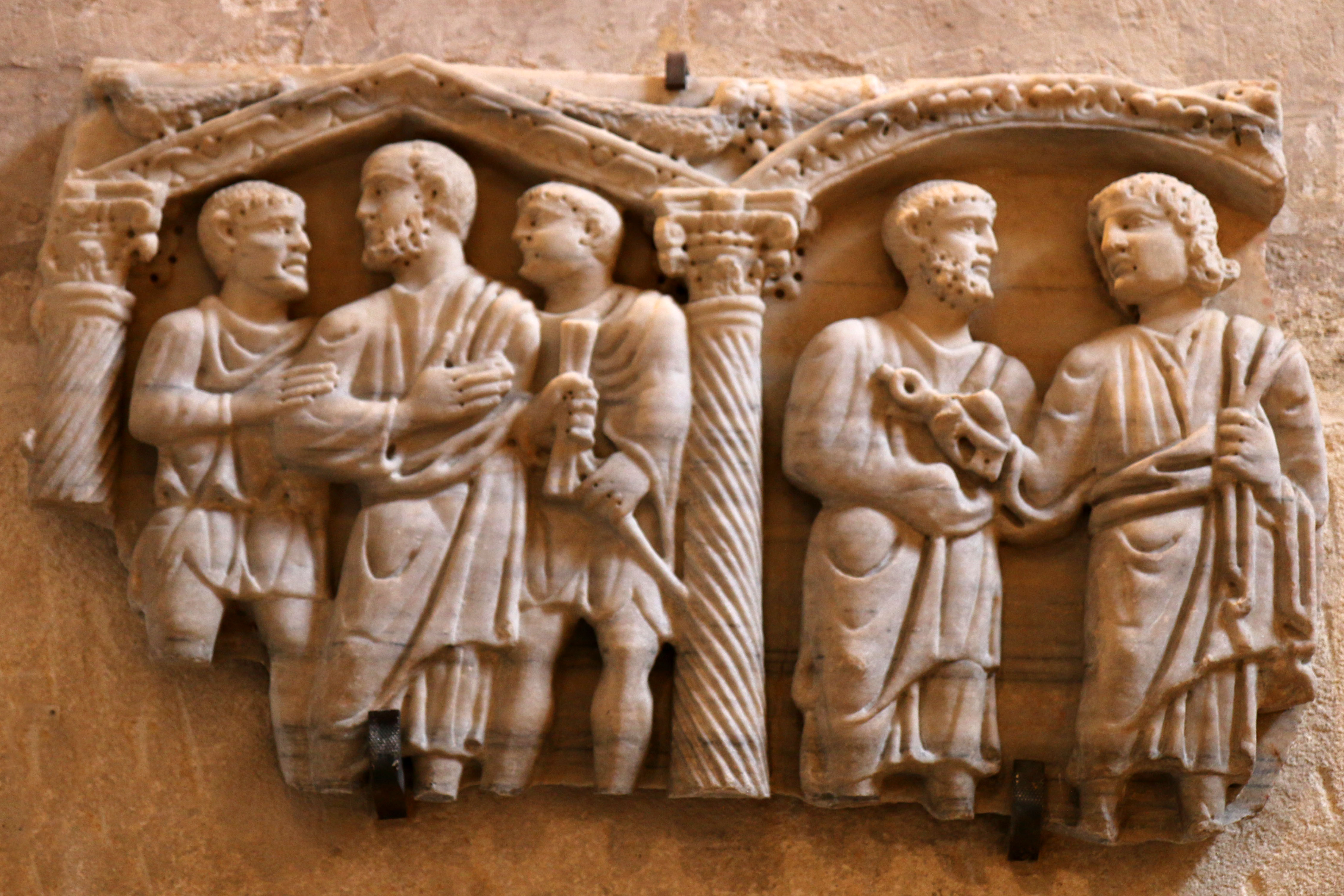
Fragment de sarcophage à arcatures avec arrestation de saint Pierre et le Christ lui remettant les clefs.
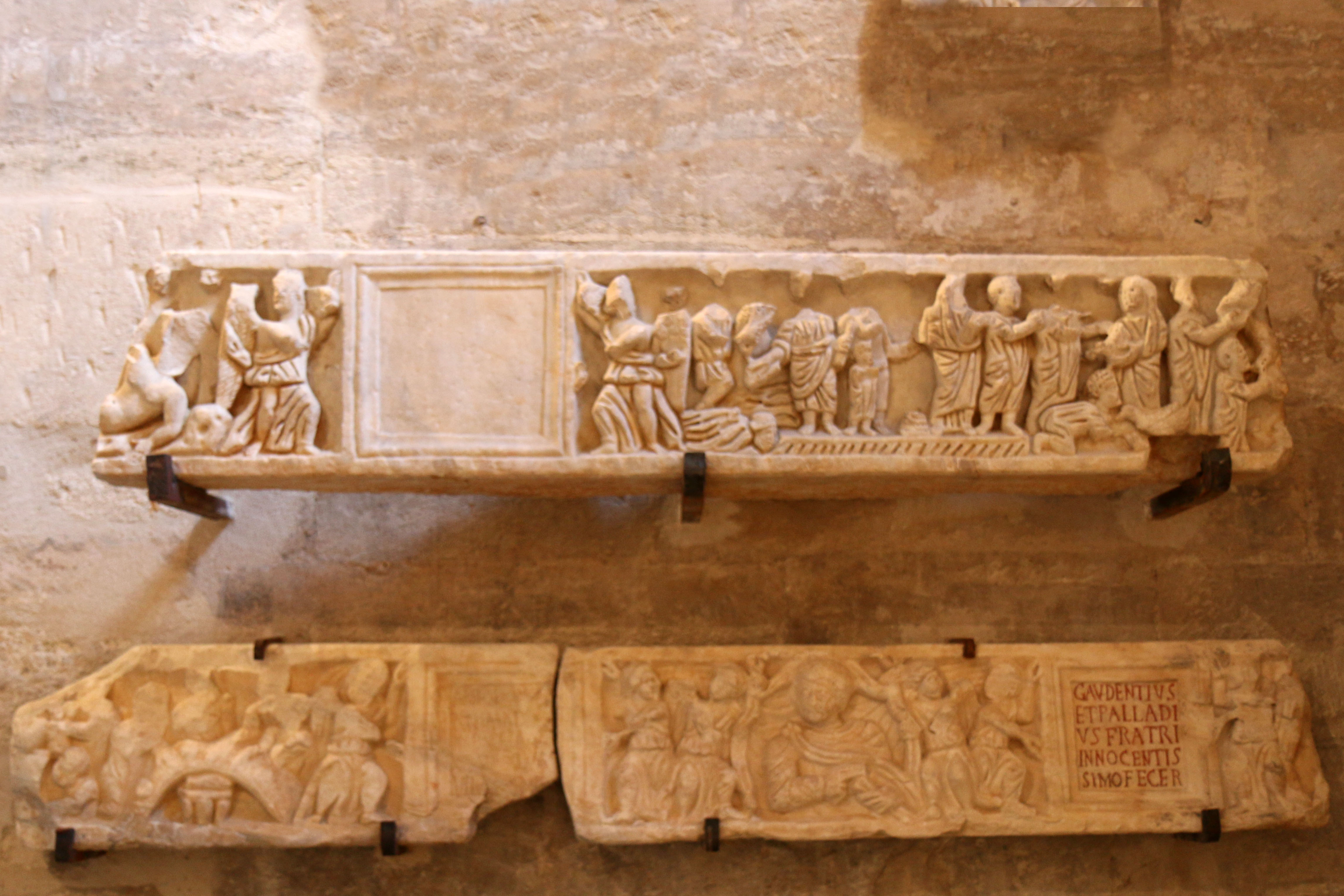
Fragments de sarcophage et de couvercle de sarcophage.
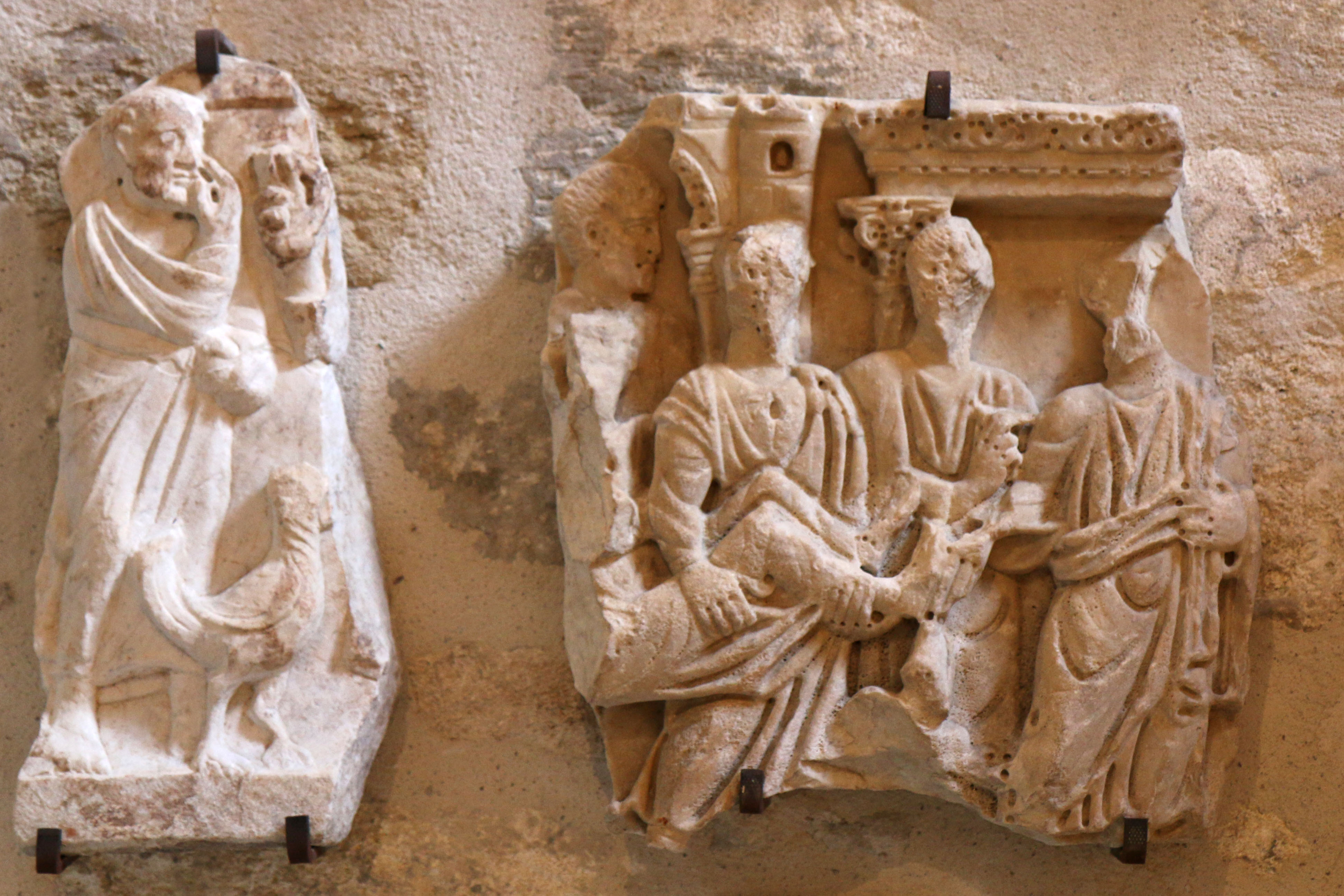
Fragments de sarcophages avec à gauche saint Pierre et le coq et à droite Ananias et saint Pierre.